# Русский язык на Украине
Русский язык на Украине — второй по распространённости и по количеству носителей в качестве родного языка на Украине после украинского. В ходе Всеукраинской переписи населения 2001 года родным русский язык назвали 29,6 % участников, в том числе 14,8 % украинцев.
Русский язык  не имеет статуса государственного языка Украины, но в 2012—2018 годах являлся региональным языком в южных и восточных регионах страны. В обществе постоянно идут дискуссии о статусе русского языка.

## История русского языка на Украине

### Происхождение русского и украинского языков

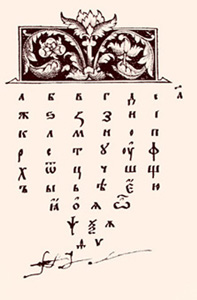
«Азбука» Ивана Фёдорова. Издана в 1574 году во Львове

Само происхождение русского и украинского языков по-разному трактовалось разными языковедческими школами. Наиболее распространённая в России точка зрения заключается в том, что русский и украинский языки произошли независимо из общего древнерусского языка, что было связано с разделением славянских племён и/или государств, причём различия между языками наметились (по разным данным) в IX—XIII веках, а окончательное формирование произошло в XIV веке. Этой концепции в целом придерживаются современные лингвисты, и отдельные споры ведутся лишь по вопросу, на каком собственно этапе расхождения диалектов их можно считать отдельными языками. Но существовали и крайние точки зрения, носители которых считали украинский язык по сути русским, но загрязнённым большим числом полонизмов (первым эту мысль сформулировал Михаил Ломоносов в первой половине XVIII века, впоследствии она не раз повторялась; хотя отдельные учёные считают эту точку зрения «шовинистической», в последнее время она получила широкое распространение в популярных изданиях определённой идеологической направленности). Их оппоненты, напротив, утверждали, что украинский язык — это древнерусский язык, использовавшийся как народный язык Древнерусского государства, в то время как русский язык — результат загрязнения украинского тюркизмами и заимствованиями из старославянского (церковнославянского) языка.
Большинство исследователей сходятся в том, что до начала процессов стандартизации русского и украинского языка язык людей, проживающих на современной территории России и Украины, изменялся от Москвы до Киева достаточно плавно, не позволяя провести чёткую региональную границу между русским и украинским языком (см. Диалектный континуум). Ещё в XIX веке при составлении своего знаменитого словаря Даль обратил внимание на это обстоятельство:

Возьми у нас в былое время Новгород, Псков или Суздаль перевес над Москвою, и нынешний московский язык слыл бы местным наречием. Поэтому не было бы повода почитать московское наречие более чистым и правильным, чем мало- или белорусское, если бы это наречие не обратилось бы в язык правительства, письменности и просвещения.

М. Максимович в 1839 году писал в своей «Истории древней русской словесности»:

Собственно Русским языком называется у нас теперь язык Великороссиян, которые сами себя зовут и в Малороссии называются собственно Русскими: народный же язык Южной Руси называется обыкновенно Малороссийским наречием… Но в Галиции и по сю пору тамошний язык не перестал называться просто языком Русским — тем именем, которое и всей Южно-Русской речи принадлежало исстари, которым называлась она первая, ещё прежде чем усвоилось оно языку Великороссиян (как и самое имя Руси или Русской земли сперва принадлежало Киевской земле)— Максимович, М.: Собрание сочинений. – Т. 3.: Языкознание. История словесности. Киев 1880. с. 398
Дополнительным фактором, способствовавшим углублению языковых различий, стал политический распад Киевской Руси. Есть предположение, что если бы его не произошло, то киевское наречие по праву столичного, вероятно, стало бы доминирующим языком всех восточных славян. Изоляция и обособление древнерусских земель резко усилились в XIII веке после монгольского нашествия. В XIV—XV веках они оказались в составе разных государств: южные и западные земли вошли в состав Великого княжества Литовского, Руского, Жомойтского и иных [земель], крайне западные — прикарпатские — в состав Польши и Венгрии, северные же и северо-восточные постепенно объединились под властью Великого княжества Московского.

### XVI—XVIII века
До середины XVI веке бо́льшая часть территории современной Украины (как и западные земли современной России) входила в состав Великого княжества Литовское, и старорусский язык здесь почти не употреблялся: население говорило на разговорном варианте западнорусского языка («проста мова»), администрация и городское население также использовали письменный вариант западнорусского и польский языки. 
С другой стороны, Слободская Украина в конце XV — начале XVI века относилась к Великому княжеству Московскому, и её заселение происходило как украиноязычными выходцами (так называемыми «черкасами») с территорий, контролировавшихся Польшей (Речью Посполитой), так и русскоязычными выходцами с территорий Московской Руси. Первоначально переселенцы селились отдельно друг от друга, нередко образуя «парные» сёла «Русская Лозовая» и «Черкасская Лозовая», «Русские Тишки» и «Черкасские Тишки» и другие. В 1599 году по указу Бориса Годунова на реке Оскол было начато строительство крепости и первого города Слободской Украины — Цареборисова (ныне Оскол). В 1635—1658 годы были выстроены новые города, которые сформировали Белгородскую оборонительную линию, необходимую для противостояния кочевникам.
Длительное противостояние между Москвой и Варшавой завершилось заключением Андрусовского договора, согласно которому к Московской Руси в 1667 году отошли Левобережье (современные Черниговская и Полтавская области, а также отдельные районы Сумской, левобережье Киевской и Черкасской областей) и город Киев.

#### Введение русского языка на Украине
После вхождения Войска Запорожского в состав Русского царства официальным языком администрации на землях казаков стал русский язык, сменивший польский. При этом большинство населения региона продолжало использовать в быту украинский язык.
Царским правительством последовательно проводился комплекс мер, направленный на более тесную интеграцию этих земель и местного населения с Русским царством, предшественником Российской империи — в том числе предпринимало шаги, направленные на то, чтобы именно русский язык стал доминирующим языком на присоединённых территориях.
Второй Малороссийской коллегии (под руководством П. Румянцева-Задунайского) было поручено ввести русский язык как обязательный в школах и печатных книгах вместо западнорусского. В 1765 году на русский язык преподавания с латинского была переведена Киево-Могилянская академия, в то время одно из самых влиятельных высших учебных заведений Восточной Европы.
В 1720 году Пётр I выпустил указ, требующий издавать литературу исключительно на русском языке. В 1721 году вышел дополнительный указ, вновь требующий «исправления ради и согласия с великороссийскими» изданиями. Указы выполнялись буквально — например, в 1724 году архимандрит Киево-Печерской лавры был оштрафован на очень большую по тем временам сумму в 1000 рублей за издание книги «не совсем с великороссийским языком сходную», тираж книги был конфискован, а типография — перевезена с территории Украины в Москву. Ходатайство Киево-Печерской лавры 1769 года о разрешении печатать для украинского населения азбуки на «западнорусском» письменном языке Святейший Синод отклонил.
К концу XVIII века в результате войн с Речью Посполитой в состав России вошёл основной массив современной территории Украины (за исключением Восточной Галиции, Закарпатья и Северной Буковины), а в результате войн с Османской империей и её вассалом Крымским ханством — Крым, Северное Причерноморье и Приазовье, в которых практически отсутствовало славянское население. В последней четверти XVIII века, с присоединением причерноморских и донецких степей к России, началось крестьянское и государственное освоение этих территорий русскими, выходцами из центральных губерний; было основано большинство крупных городов на юге и востоке современной Украины: Запорожье (1770), Екатеринослав (1776), Херсон и Мариуполь (1778), Севастополь (1783), Симферополь и Мелитополь (1784), Николаев (1789), Одесса (1794), Луганск (основание Луганского завода — 1795). В связи с тем, что язык всей администрации был русским, преподавание в школах велось на русском языке, а население городов было смешанным, украинская часть городского населения относительно быстро русифицировалась.

### 1801—1917

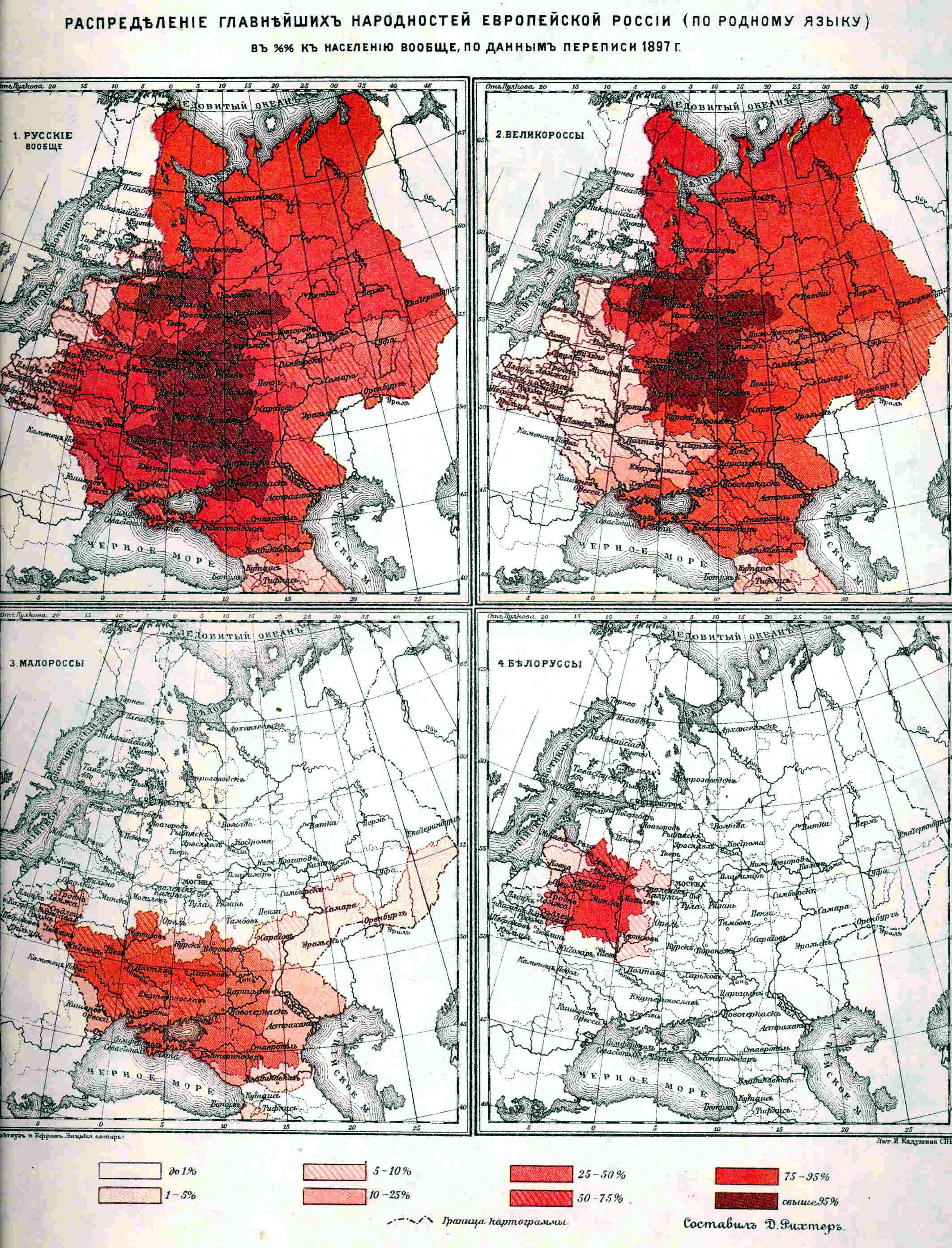
Распределение восточнославянских народностей Европейской части России по родному языку на 1897 год согласно Всероссийской переписи

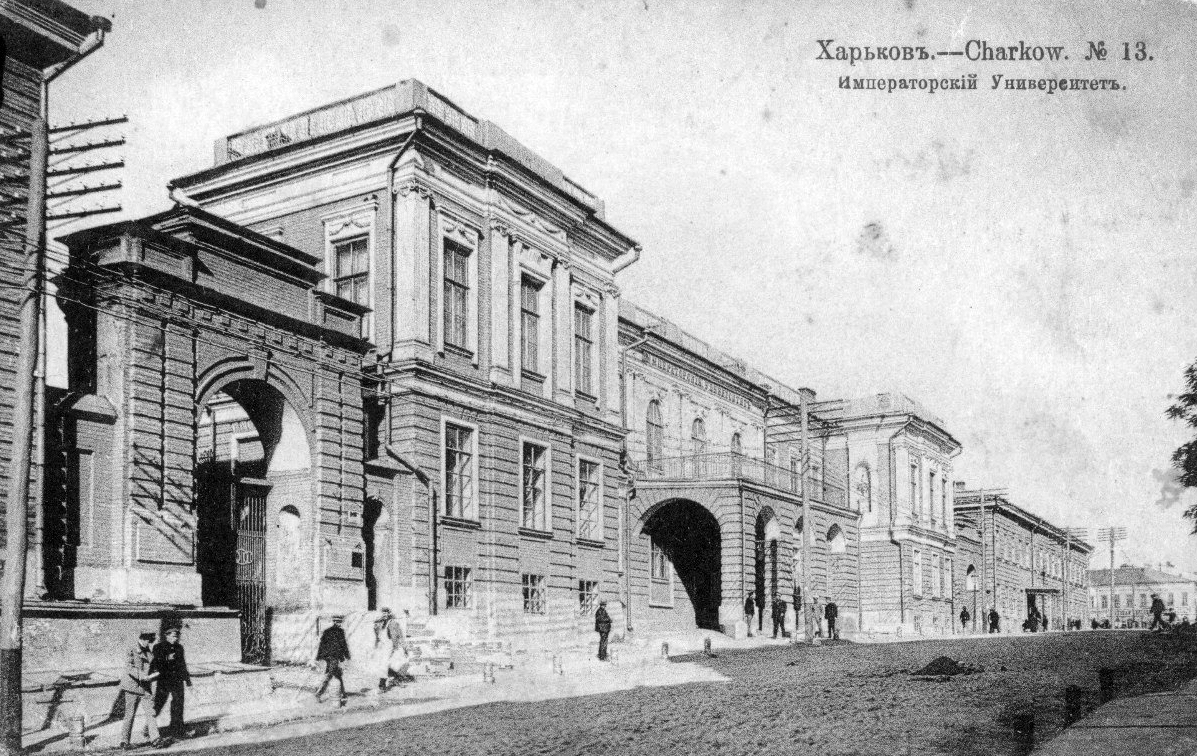
Харьковский университет, первый русский университет на Украине, был основан в 1804 году

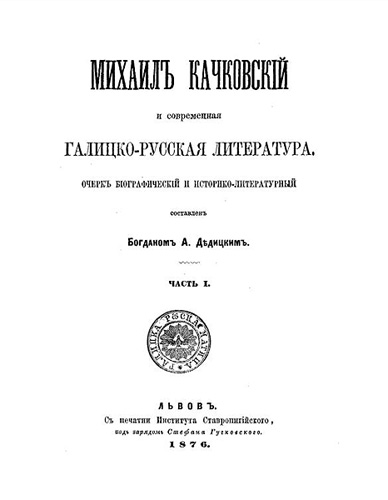
Исследование о русской литературе в Галиции (Австро-Венгрия), издано во Львове в 1876

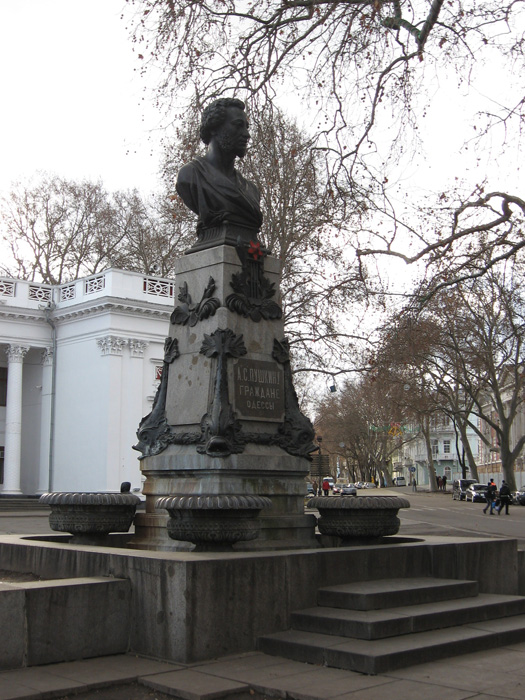
Памятник Александру Пушкину в Одессе, установлен в 1888 году на средства горожан

В связи с мерами по продвижению русского языка, предпринимавшимися царским правительством на протяжении 80 лет, к началу XIX века в Малороссии сложилась двойственная ситуация: с одной стороны, большая часть населения продолжала говорить на украинском, с другой стороны, этот язык начал восприниматься как «мужицкий» и "неграмотный", а система образования была переведена на русский язык. Это привело к тому, что даже в семейном общении представители украинской интеллигенции не всегда говорили на украинском.
На русском языке писали и говорили такие крупнейшие учёные России того времени, как первый Нобелевский лауреат — уроженец Украины, биолог И. Мечников, хирурги Н. Пирогов и В. Филатов, геолог Н. Андрусов, терапевт Н. Стражеско и многие другие.
Политика, направленная на продвижение русского языка на Украине, последовательно продолжалась в течение всего XIX века и в начале XX века вплоть до Октябрьской революции 1917 года и последующего восстановления советской власти на Украине. В 1804 году на базе основанного в 1727 году Харьковского коллегиума, преподавательский состав которого состоял в основном из профессоров-выпускников Киево-могилянской академии, был создан Харьковский университет — первый русскоязычный университет на Украине. В 1833 году в Киеве был основан Университет святого Владимира, а в 1865 году в Одессе — Новороссийский университет.
В школьном образовании там, где только было возможно, украинский язык заменяли русским. Даже в пределах Слободской Украины, где население было смешанным, российским чиновникам приходилось применять специальные меры по устранению украинского языка из системы образования и замене его на русский. Например, писатель Г. Данилевский приводит такое свидетельство: «В 1807 году мы застали в училищах самого Харькова учителей, что так и резали по-украински с учениками; да мы, то есть новоприбывшие из семинарии учителя, по распоряжении начальства сломили их и приучили говорить по-русски».
Первые периодические издания и библиотеки на территории современной Украины также ориентировались на русский язык: в Харькове в 1811 году (по другим данным — в 1812 г.) вышла газета «Еженедельник», первая в Харькове и на Украине, в 1816 — первый журнал, а в Одессе в 1830 году была открыта первая публичная библиотека (вторая в Российской империи).
Художественная литература на украинском языке в XIX веке официально не запрещалась, при условии, что сюжет произведения не призывал прямо или косвенно к отторжению Украины от России. Однако со страниц популярной печати Российской империи в адрес поэтов и прозаиков «Малороссии», решившихся писать на украинском языке, звучала острая критика, пренебрежение и призывы писать по-русски. Например, известный литературный критик В. Белинский высказывался по этому поводу так:

Какая глубокая мысль в этом факте, что Гоголь, страстно любя Малороссию, все-таки стал писать по-русски, а не по-малороссийски! Но Гоголь не всем может быть примером. Тем не менее жалко видеть, когда и маленькое дарование попусту тратит свои силы, пиша по-малороссийски — для малороссийских крестьян. В самом деле, содержание таких повестей всегда однообразно, всегда одно и то же, а главный интерес их — мужицкая наивность и наивная прелесть мужицкого разговора.
Читателям «Отечественных записок» известно мнение наше насчёт произведений так называемой малороссийской литературы. Не станем повторять его здесь и только скажем, что новый опыт спиваний г. Шевченка, привилегированного, кажется, малороссийского поэта, убеждает нас ещё более, что подобного рода произведения издаются только для услаждения и назидания самих авторов: другой публики у них, кажется, нет. Если же эти господа кобзари думают своими поэмами принести пользу низшему классу своих соотчичей, то в этом очень ошибаются: их поэмы, несмотря на обилие самых вульгарных и площадных слов и выражений, лишены простоты вымысла и рассказа, наполнены вычурами и замашками, свойственными всем плохим пиитам, — часто нисколько не народны, хотя и подкрепляются ссылками на историю, песни и предания, — и, следовательно, по всем этим причинам — они непонятны простому народу и не имеют в себе ничего с ним симпатизирующего.

|                                                            |  | |  |
| Украинский язык в Российской империи по переписи 1897 года |  | Языки Российской империи по переписи 1897 года (уезды и города с преобладанием украиноязычного населения жёлтым) |  |

Перепись 1897 года охватила большую часть территории Украины, которая тогда находилась в составе Российской империи, и была первой, которая включала вопрос о родном языке. Она выявила преобладание украинского языка на бо́льшей части территории «подроссийской» Украины, а также в ряде административных единиц на Кубани и Восточной Слобожанщине, территории которых сегодня являются частью России, в Брестском и Кобринском уездах, территории которых сегодня являются частью Белоруссии, в Бельском уезде Гродненской губернии, Бельском и Влодавском уездах Седлецкой губернии, Грубешовском и Томашевском уездах Люблинской губернии, территории которых сегодня входят в состав Польши. В то же время преимущественно украиноязычными не являлись Одесский уезд (среди сельского населения которого, однако, украиноязычные были относительным большинством, составляя 46,65 %), Крым и Буджак (в трёх городах которого — Измаиле, Килии и Белгород-Днестровском — а также в Аккерманском уезде, занимавшем бо́льшую часть Буджака — украиноязычные всё же являлись самой многочисленной языковой группой). Наиболее украиноязычной в Российской империи являлась Полтавская губерния, 93 % населения которой указали украинский язык родным.

### Советский период

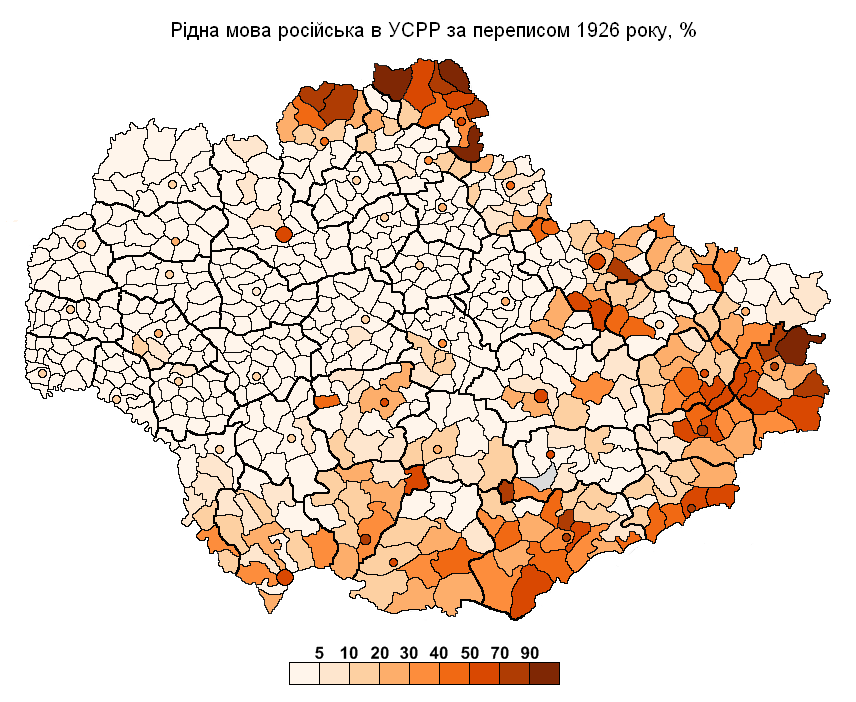
Доля назвавших русский родным языком в районах и городах Украинской ССР по данным переписи 1926 года

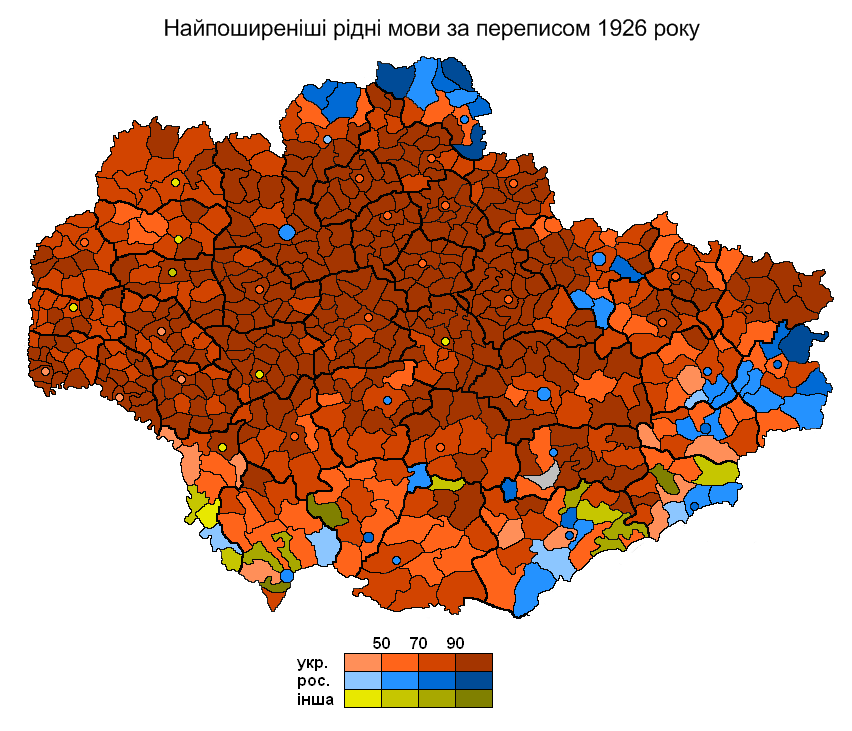
Самый распространённый родной язык в районах и городах Украинской ССР по данным переписи 1926 года

Ситуация с русским языком на Украине изменилась с приходом к власти большевиков. Ещё до своего прихода к власти, в борьбе с царским режимом Российской империи, большевики декларировали принципы равенства и свободного развития всех национальных меньшинств и народностей России. Более того, в противовес либералам, русские марксисты выступали против обязательного государственного языка. Так, В. Ленин, в частности, отмечал (1914): 
Что означает обязательный государственный язык? Это значит практически, что язык великороссов, составляющих меньшинство населения России, навязывается всему остальному населению России. В каждой школе преподавание государственного языка должно быть обязательно. Все официальные делопроизводства должны обязательно вестись на государственном языке, а не на языке местного населения… Мы стоим за то, чтобы каждый житель России имел возможность научиться великому русскому языку. Мы не хотим только одного: элемента принудительности. Мы не хотим загонять в рай дубиной. Ибо, сколько красивых фраз о «культуре» вы ни сказали бы, обязательный государственный язык связан с принуждением, вколачиванием. Мы думаем, что великий и могучий русский язык не нуждается в том, чтобы кто бы то ни было должен был изучать его из-под палки.
 Следуя «ленинским заветам», формально в СССР официальный язык не вводился вплоть до 1990 года.
Сразу после Октябрьской революции, на Втором съезде Советов, была принята Декларация прав народов России, в которой была заявлена «отмена всех и всяких национальных и национально-религиозных привилегий и ограничений» и «свободное развитие национальных меньшинств и этнографических групп, населяющих территорию России».
В период Украинской Державы между отстранёнными от власти деятелями Центральной Рады и правительством большевиков в лице Х. Раковского и Д. Мануильского в Киеве велись тайные переговоры. В. Винниченко соглашался на советскую власть на Украине, при условии, чтобы ему дали полную свободу в деле проведения украинизации. Он заявлял: «Точно так, как вы создали диктатуру рабочих и крестьян в России, так нам надо создать диктатуру украинского языка на Украине». Когда передали это Ленину, тот сказал: «Разумеется, дело не в языке. Мы согласны признать не один, а даже два украинских языка, но что касается их советской платформы — они нас надуют».
По данным переписи населения, проведённой в 1926 году, русские составляли 9,2 % населения (5,6 % сельского и 25,1 % городского населения), украинцы — 80,1 % (87,5 % сельского и 47,3 % городского населения), евреи — 5,4 % (1,5 % сельского и 22,7 % городского населения). Русский язык родным назвали 15,3 % жителей Украинской ССР в её тогдашних границах, в том числе 8,6 % сельского и 44,6 % городского населения. Украинский язык родным назвали 76,4 % (85,6 % сельского и 36,0 % городского населения). В сельской местности проживали 81,5 % населения, в городской — 18,5 %.

#### Возврат к русификации
В начале 1930-х годов ленинскую национальную политику сменила сталинская, и украинизация быстро сменилась дальнейшей русификацией. Более того, большинство представителей украинской интеллигенции, проявивших активность в украинизации 1920-х годов, в 1930-е годы было репрессировано за «буржуазный национализм» или «националистический уклон». Некоторые украинские историки на фоне наступившей русификации оценивают период украинизации 1920-х годов как спланированную провокацию, направленную на ещё большее распространение русского языка на Украине. В этот же период были репрессированы многие украинские писатели и поэты, что нанесло большой удар по украинской литературе и расчистило плацдарм для дальнейшей русификации литературы на территории Украины.
В 1938 году русский язык был введён как обязательный предмет в школах, а в Киеве начала выходить первая всеукраинская русскоязычная газета «Правда Украины».
Русификация также коснулась литературы. Были запрещены и изъяты из библиотек многие книги на украинском языке, включая «Иллюстрированную историю Украины» М. Грушевского, пьесы М. Кулиша и сказки братьев Гримм на украинском языке.
П. Тронько: «Есть впервые обнародованные документы КГБ и ЦК КПУ о пребывании на Украине в 1967 году делегации прогрессивных украинцев из Канады (близких к Компартии), о том, как члены делегации — Пётр Кравчук, Василий Гарасим и другие — очень остро осуждали русификацию в сфере образования, науки, культуры, которая именно тогда набирала обороты».
Дальнейшее распространение на Украине русского языка было связано не только с политикой русификации, но и с углубившимися в XX веке «процессами индустриализации и урбанизации украинского общества, усилением в этой связи частоты и глубины межэтнических отношений, особенно между такими близкими по культуре и языку народами, как русские и украинцы». 87 % русских Украины проживало в городах, где особенно интенсивны межэтнические контакты. По данным переписи 1989 года, около 20 % семей на Украине были созданы на основе смешанных браков, главным образом — украинско-русских. Опрос русского населения Украины в августе 1991 года показал, что близких родственников украинской национальности имели 73 % опрошенных на востоке Украины, 62 % — в центральном и южном регионе, 53 % — в Крыму, 52 % — на Буковине, 45 % опрошенных в Галиции.
Переписи 1959, 1970, 1979 и 1989 годов фиксировали вызванное проводимой в то время русификацией постоянное сокращение доли лиц, называющих родным украинский язык, и, параллельно, постоянный рост доли лиц, называющих таковым русский. Доля указавших украинский язык родным в населении между 1959 и 1989 гг. сократилась с 73,0 % до 64,7 %. Особенно заметным было сокращение доли считающих украинский язык родным на юге и востоке Украинской ССР: в Луганской области — на 15,6 % (с 50,5 % до 34,9 %), в Донецкой области — на 13,8 % (с 44,4 % до 30,6 %), в Запорожской области — на 11,7 % (с 61,0 % до 49,3 %), в Харьковской области — на 10,7 % (с 61,2 % до 50,5 %), в Днепропетровской области — на 10,6 % (с 72,1 % до 61,5 %), в Николаевской области — на 9,2 % (с 73,4 % до 64,2 %), в Херсонской области — на 8,0 % (с 75,7 % до 67,7 %).
В советское время на Украине родились русские писатели В. Некрасов, А. Тарковский и многие русские актёры (в их числе С. Бондарчук, В. Лановой, Л. Гурченко, С. Гармаш, Г. Куценко). На русском языке снималось кино на крупнейших киностудиях УССР — Одесской и имени Довженко; фильмы на русском снимали такие режиссёры, как Р. Балаян, К. Муратова. В числе наиболее известных фильмов, снятых на Украине на русском языке: «Весна на Заречной улице», «Королева бензоколонки», «Д’Артаньян и три мушкетёра», «Место встречи изменить нельзя», «Приключения Электроника», «Полёты во сне и наяву», «Цыган» и многие другие.

## Современное состояние
| - Доля учащихся в школах с украинским языком обучения в 1991/92 учебном году. - Отношение доли учащихся в школах с украинским языком обучения в 1991/92 учебном году к доле населения, назвавшего родным украинский язык во время переписи 1989 года. |

Начиная с 1991 года правительство Украины предпринимало шаги по воссозданию в своём государстве украиноязычной среды, особенно в центральных, восточных и южных регионах. Как выразился второй украинский президент Л. Кучма, «Украина — государство, которое по ряду параметров вынуждено воссоздавать себя… Одним из важнейших параметров является государственный язык», «Украинизация — это восстановление справедливости». Правительство Украины реализовало долгосрочные программы по переводу детских садов, школ и институтов на украинский язык обучения, а также меры, связанные с переводом вещания СМИ на украинский язык. Эти меры воспринимались неоднозначно: часть населения считала, что это разумный комплекс мер, направленный на восстановление украиноязычной среды и лингвистической справедливости; другая часть населения воспринимала эти меры как опасное наступление на её родной русский язык. Часть общества опасалась украинизации, тогда как другая часть общества защищала дерусификацию, кроме этого, существует теория о неразрывном переплетении двух культур. Мнения западных политологов об эффективности и целесообразности мер правительства Украины по защите украинского языка от русского расходятся.
С 1991/92 учебного года, первого в независимой Украине, и до 1998/99 учебного года доля получавших общее среднее образование в школах и классах с украинским языком преподавания была ниже доли жителей, указавших украинский язык родным во время переписи 1989 года. В Запорожской, Луганской и Донецкой областях Украины такая диспропорция наблюдалась до первой половины 2000-х, а в Севастополе и Автономной Республике Крым существовала вплоть до их аннексии Россией.
Усилия правительства Украины приносили мало ощутимых краткосрочных результатов, так что фактическое распространение русского языка на Украине за первые 10-15 лет её независимости, по одним данным, не уменьшилось, а по другим, даже увеличилось. Например, в 1989 году на Украине 80 % от общего числа проданных книг составляли книги на русском языке, а в 2004 году, если не считать учебники, этот показатель составил 95 %. Фонды библиотек Украины на 60 % состояли из русскоязычной литературы. В тех регионах Украины, где русификация практически приблизилась к 100 %, восстановления украинской среды практически не происходило. Например, в Донецкой области, где последняя украинская школа была закрыта в 1989 году, в 2003 году только 4 % учеников обучались на украинском языке, а 96 % — на русском. Лишь 2 % фильмов, попавших в прокат на Украине в 2004 году, были на украинском языке. С другой стороны, в области образования наблюдались тенденции к сокращению обучения на русском языке. Например, число детских садов с русским языком обучения снизилось к 2001 году до 22 %, число школ — до 29 %, число студентов, обучающихся на русском языке, — до 22 %. См. также Сужение сферы функционирования русского языка.
В 2004 году в связи со сменой президентской власти активизировались разговоры о придании украинскому языку более широкого распространения во всех сферах жизни Украины. Но дальше разговоров и показательных акций дело не пошло.
Значительная часть населения (до 30 %), считающая своим родным украинский язык, предпочитала использовать русский язык. Часть исследователей, анализируя эти данные, приходила к выводам, что на Украине не были созданы достаточные условия для нормального функционирования украинского языка, в связи с чем значительное число людей с родным украинским языком находилось в среде, где не могло им эффективно пользоваться.
По мнению некоторых исследователей, «результаты опросов свидетельствуют, что Украина фактически является двуязычной страной» (например, исследование Института социологии Национальной академии наук Украины (ИС НАНУ)).

### Законодательное регулирование статуса русского языка

#### Конституция и практика Конституционного суда
Статус русского языка на Украине, как и других языков, регулируется целым рядом указов, законов и постановлений, среди которых можно выделить следующие положения Конституции Украины, которые являются нормами прямого действия:
(…) На Украине гарантируется свободное развитие, использование и защита русского, других языков национальных меньшинств Украины.
Государство содействует изучению языков международного общения.
Применение языков на Украине гарантируется Конституцией Украины и определяется законом. (…) (Конституция Украины, ст. 10)
(…) Не может быть привилегий или ограничений по признакам расы, цвета кожи, политических, религиозных и других убеждений, пола, этнического и социального происхождения, имущественного положения, места жительства, по языковым или другим признакам. (…) (Конституция Украины, ст. 24)
(…) Гражданам, принадлежащим к национальным меньшинствам, в соответствии с законом гарантируется право обучения на родном языке либо на изучение родного языка в государственных и коммунальных учебных заведениях или через национальные культурные общества.(Конституция Украины, ст. 53)
14 декабря 1999 года Конституционный суд Украины принял решение о толковании положений статьи 10 Конституции (№ 10-рп/99), подтверждающее право граждан на употребление и изучение языков национальных меньшинств в учебном процессе в государственных и коммунальных учебных заведениях страны (п. 2), а также право осуществления полномочий местными органами исполнительной власти и самоуправления наряду с государственным украинским, на русском и языках других национальных меньшинств (п. 1). В 2004 году КС решил не рассматривать законопроект о введении статуса официального языка для русского. 20 декабря 2007 года КС принял решение о законе «О кинематографии», согласно которому все иностранные фильмы нужно показывать либо с украинским дубляжем, либо с украинскими субтитрами. В декабре 2011 года Конституционный суд разрешил использовать в судах наравне с государственным региональные языки и языки национальных меньшинств, в том числе русский.

#### Декларация прав национальностей
1 ноября 1991 года была принята Декларация прав национальностей (Постановление № 1771-XII), в которой заявлялось: «Украинское государство обеспечивает своим гражданам право свободного использования русского языка. В регионах, где компактно проживает несколько национальных групп, наравне с государственным украинским языком может функционировать язык, приемлемый для всего населения данной местности».

#### Закон «О национальных меньшинствах на Украине»
25 июня 1992 года президент Украины Л. Кравчук подписал закон «О национальных меньшинствах на Украине» (№ 2494-12). После принятия Закона «Об основах государственной языковой политики» в 2012 году все языковые вопросы были выведены из сферы регулирования данного закона и регулировались статьёй 11 Закона «Об основах государственной языковой политики».

#### Закон «О ратификации Европейской хартии региональных языков»
Европейская хартия региональных языков была подписана от лица Украины 2 мая 1996 года. Закон о её ратификации был принят Верховной радой через три года, 24 декабря 1999 года (№ 1350-XIV). Согласно закону, положения Хартии должны были применяться к русскому языку на территориях, где русские составляют 20 % населения. По решению Конституционного суда Украины (№ 9-рн 12000 от 12 июля 2000), закон утратил действие; формальным поводом к его отмене было то, что закон подписал председатель Верховной рады А. Ткаченко, а не президент Украины Л. Кучма. Новый вариант закона «О ратификации Европейской хартии региональных языков» был принят Верховной радой и подписан президентом Кучмой 15 апреля 2003 года (№ 802-IV).
Закон «О ратификации Европейской хартии региональных языков или языков меньшинств» вступил для Украины в силу с 1 января 2006 года. В 2007 году Украина представила начальный доклад о выполнении Хартии, который подвергся критике в альтернативном докладе Украинской ассоциации преподавателей русского языка и литературы, а также в «Общественном отчёте о выполнении Хартии», подготовленном депутатом Верховной рады В. Колесниченко и правозащитной организацией «Общая цель». По оценке «Общественного отчёта», после ратификации Хартии Верховной радой «не принято ни одного законодательного акта, направленного на реализацию положений, закреплённых в Хартии <…>, нет ни одного законодательного акта, который определял бы полномочия местных органов власти относительно признания языков распространёнными на территории соответствующих административно-территориальных единиц, и законодательно не определены территории, где могут применяться положения Хартии, что делает невозможной какую-либо эффективную деятельность по применению Европейской Хартии». В 2008 году к «Общественному отчёту» была представлена дополнительная информация.

#### Закон «Об основах государственной языковой политики»
Законопроект № 9073 «Об основах государственной языковой политики» (укр. — «Про засади державної мовної політики»), разработанный депутатами Верховной рады от фракции Партии регионов В. Колесниченко и С. Киваловым, был 23 мая 2012 года рассмотрен в комитете Верховной рады по вопросам культуры и духовности.
5 июня 2012 год депутаты Верховной рады приняли этот законопроект в первом чтении за основу, что вызвало неоднозначную реакцию в различных СМИ и среди политиков и населения. 3 июля закон был принят во втором чтении, а 31 июля — подписан спикером В. Литвиным и передан на подпись президенту. 8 августа 2012 года закон был подписан президентом Украины В. Януковичем, 10 августа — опубликован в официальном издании Верховной рады — газете «Голос Украины».
Данным законом было введено понятие «региональный язык» — язык, который традиционно используется в пределах определённой территории государства гражданами этого государства, которые составляют группу менее численную, чем остальное население этого государства, и/или отличается от официального языка (языков) этого государства. Законом декларировалось, что при условии, если число лиц — носителей регионального языка, которые проживают на территории распространения этого языка, составляет 10 и более процентов численности её населения, для этого регионального языка на данной территории вводится целый ряд преференций: он используется на этой территории в работе местных органов государственной власти, органов Автономной Республики Крым и органов местного самоуправления, применяется и изучается в государственных и коммунальных учебных заведениях, а также используется в других сферах общественной жизни. Кроме того, данный закон декларировал свободное использование региональных языков, наряду с государственным языком, в таких сферах, как экономическая и социальная деятельность предприятий, учреждений, организаций, частных предпринимателей, объединений граждан, образование, наука, культура, информатика, СМИ и связь, реклама.
Принятие закона «Об основах государственной языковой политики» привело к приданию русскому языку статуса регионального языка в городе Севастополь, Донецкой, Луганской (за исключением четырёх северных районов, где русский во время переписи 2001 года родным языком назвали менее 10 % населения), Одесской, Запорожской, Харьковской, Николаевской, Херсонской и Днепропетровской областях Украины, что вызвало значительный резонанс, острые дискуссии в обществе и спровоцировало протестные акции — «Займитесь делом, а не языком!», «Языковой майдан» и «Месть за раскол страны». Также существовали опасения, что закон может привести Украину к «белорусской языковой ситуации» — вытеснению национального языка русским из всех сфер жизнедеятельности государства и общества.
Государство отказалось от регулирования использования языков в сфере теле- и радиовещания. В частности, в лицензиях вещающих компаний была отменена графа «язык». Министр образования Дмитрий Табачник выразил мнение, что закон предоставит большую свободу учащимся и учителям в плане выбора языка обучения и положительно повлияет на качество образования.
Сразу после принятия закона ожидалось, что примеру юго-восточных областей Украины, объявивших о признании русского языка региональным языком на своей территории, последует и Автономная Республика Крым, однако в марте 2013 года председатель Верховной рады АРК Владимир Константинов признал, что Закон Украины «Об основах государственной языковой политики» оказался бесполезным для Крыма. По его словам, после юридической сверки норм закона и норм крымской Конституции оказалось, что Конституция защищает языки Крыма, в том числе русский, сильнее принятого общеукраинского языкового закона.

#### ПослеЕвромайдана
23 февраля 2014 года, сразу же после отстранения Януковича, Верховная рада проголосовала за отмену закона. И. о. президента Украины Александр Турчинов, однако, заявил, что не подпишет решение парламента об отмене закона о языковой политике до тех пор, пока Верховная рада не примет новый закон.
Попытка отмены закона вызвала протесты в ряде городов на юго-востоке Украины, а также способствовала мобилизации значительного числа русских жителей Крыма против новой украинской власти. Последнее сыграло на руку России, существенно поспособствовав аннексии Крыма Российской Федерацией.
Для разработки нового законопроекта Верховная рада создала комиссию во главе с депутатом от ВО «Свобода» Русланом Кошулинским; представители Партии регионов и КПУ позднее вышли из комиссии, ссылаясь на игнорирование их мнения. Работа комиссии не принесла результатов.
С 2014 года захваченный Россией Крым и оккупированные части Донецкой и Луганской областей подвергаются русификации.
13 февраля 2015 года Конституционный суд Украины открыл производство по представлению 57 народных депутатов на предмет соответствия «языкового закона» Конституции Украины. 17 ноября 2016 года Конституционный суд приступил к рассмотрению дела. 28 февраля 2018 года закон был признан неконституционным и утратил силу.

#### Президентство Петра Порошенко
Придя к власти, Пётр Порошенко в интервью французской газете «Фигаро» сказал, что принятое Верховной радой решение лишить русский язык статуса регионального было ошибкой и что «в ходе моей предвыборной кампании я неоднократно подчёркивал, что никогда подобный закон не получит моего одобрения».
6 июля 2016 года Порошенко подписал закон «О внесении изменений в некоторые законы Украины относительно доли музыкальных произведений на государственном языке в программах телерадиоорганизаций», устанавливавший языковые квоты для радиовещания и требовавший в течение трёх лет довести долю песен на украинском языке до 35 % от среднесуточного объёма вещания, долю информационных программ на украинском языке — до 60 %. 7 июня следующего года он поставил подпись под законом о языковых квотах на телевидении (не менее 75 % передач и фильмов на украинском языке для общенациональных и региональных компаний и 60 % для местных телерадиокомпаний).
В опросе конца 2016 года только 1 % жителей Украины придали важное значение предоставлению официального статуса русского языка в Украине.
В 2017 году Венецианская комиссия, рассмотрев положения закона «Об образовании», указала на то, что в законе нет решения для, «в частности, русского языка как наиболее широко используемого негосударственного языка».
28 февраля 2018 года принятый в 2012 году Закон Украины «Об основах государственной языковой политики» был признан неконституционным и утратил силу.
К концу 2018 года, как отчитались в Национальном совете по вопросам телевидения и радиовещания, доля украинского языка в эфире общенациональных телеканалов в среднем составила 92 %, в эфире общенациональных радиостанций — 86 %. «Украинский телевизионный контент» в эфире общенациональных ТВ-каналов составил 79 %, контент стран ЕС, США и Канады — 14 %, при этом российский сократился до исторического минимума в 7 %.
В 2018 году Порошенко подписал указ об укреплении статуса украинского языка. В марте 2019 года, выступая в ходе предвыборной кампании на мероприятии, посвящённом 205-летию со дня рождения Т. Г. Шевченко, Порошенко объявил, что Украина освободилась от длившейся годами «культурной оккупации» со стороны России.

#### Закон «Об обеспечении функционирования украинского языка как государственного»
25 апреля 2019 года Верховная рада Украины приняла закон «Об обеспечении функционирования украинского языка как государственного», которым украинский язык утверждён как единственный государственный, а его обязательность и превалирование закреплены в череде сфер общественной жизни, в частности — в сфере услуг.
Законом, в частности, вводятся новые нормы использования украинского языка в телеэфире, дети с 2020 года будут учиться только в украинских школах — школы с русским и другими языками обучения с 1 сентября 2020 года должны быть переведены на украинский язык обучения. Закон предусматривает введение должности уполномоченного по языку, который будет следить, чтобы украинский язык не подвергался дискриминации.
Избранный президент Владимир Зеленский сдержанно отреагировал на принятие закона, отметив, что последствия этого решения «сегодня трудно спрогнозировать». Зеленский пообещал после вступления в должность тщательно проанализировать закон, «чтобы убедиться, что в нём соблюдены все конституционные права и интересы всех граждан Украины».
15 мая, за 5 дней до инаугурации Владимира Зеленского, Порошенко подписал закон о государственном языке.

#### Президентство Владимира Зеленского
В конце октября 2019 года на Украине начала работу делегация Европейской комиссии за демократию через право (Венецианской комиссии), которая должна вынести заключение по вопросу о том, отвечает ли украинский закон о языке европейским нормам и не ущемляет ли он права национальных меньшинств. Тем временем украинские власти дали понять, что пересмотра закона, регулирующего использование государственного языка, не будет. Заместитель министра иностранных дел Украины Василий Боднар, объясняя официальную позицию Киева, дал понять, что принятие закона о языке, вызвавшее неоднозначную реакцию в стране и за рубежом, было обусловлено факторами безопасности в условиях «продолжающейся российской агрессии».

#### Полномасштабное вторжение России в Украину в 2022 году
Вторжение России в Украину в 2022 году спровоцировало значительные изменения в восприятии украинским обществом языкового вопроса: значительная часть в прошлом русскоязычного населения перешла на украинский язык, а поддержка идеи о предоставлении русскому языку официального статуса во всей стране или в отдельных её областях достигла самых низких показателей с момента обретения Украиной независимости.
В то же время Россия проводит политику русификации оккупированных ею территорий Украины — в школах преподают только на русском языке даже в полностью украиноязычных населённых пунктах. Украинские учебники оказались под запретом, а желающие учиться на украинском вынуждены делать это втайне от оккупационных властей. Русификации также подвергаются депортированные в Россию украинские дети.
В выпущенном в июне 2024 года докладе правозащитной организации Human Rights Watch «Образование под оккупацией» говорится, что оказавшиеся под оккупацией учебные заведения подвергаются насильственной русификации: российские власти принимали и продолжают принимать меры для искоренения украинского языка на оккупированных Россией территориях. На захваченных территориях также уничтожается украиноязычная литература.

### Распространённость русского языка на Украине

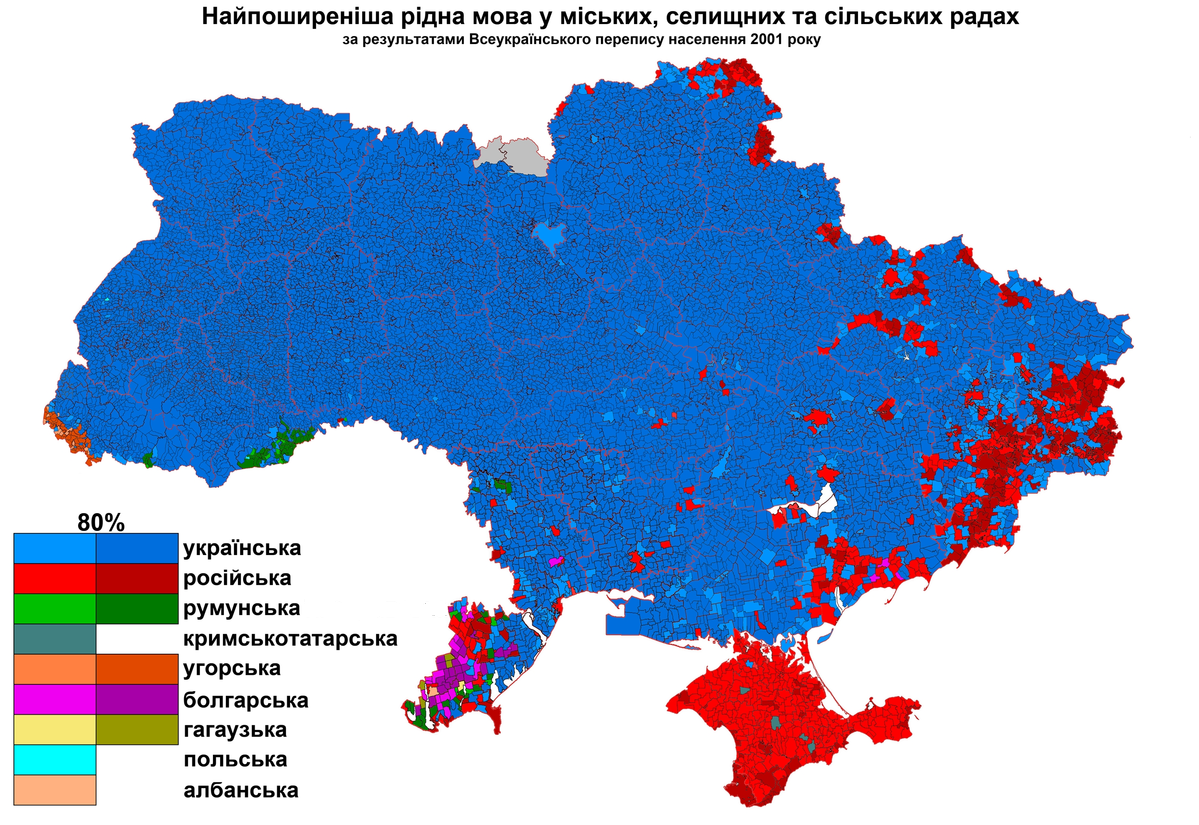
Самый распространённый родной язык по городским, посёлковым и сельским советам по данным переписи 2001

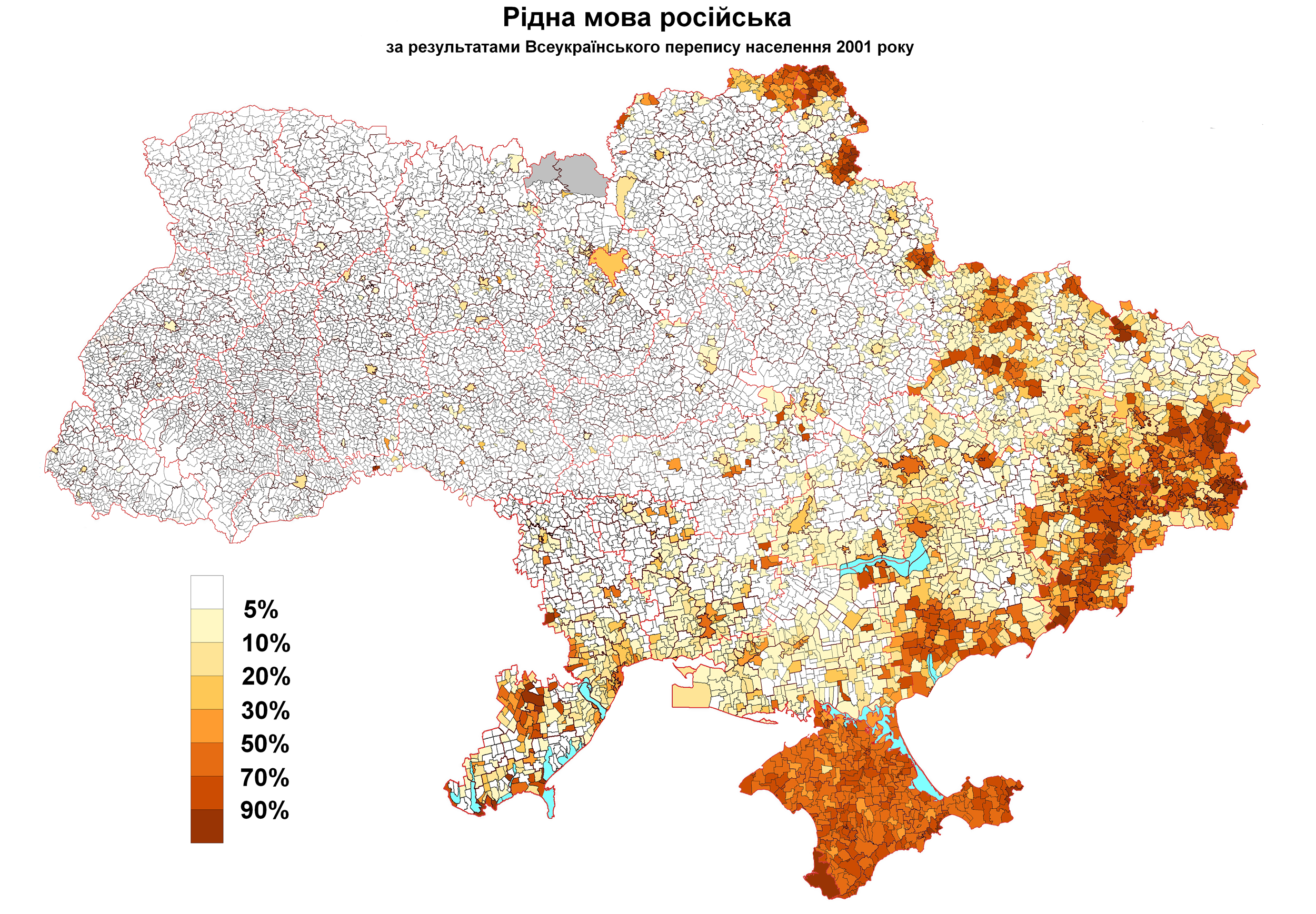
Доля жителей городских, посёлковых и сельских советов, назвавших русский родным языком по переписи 2001

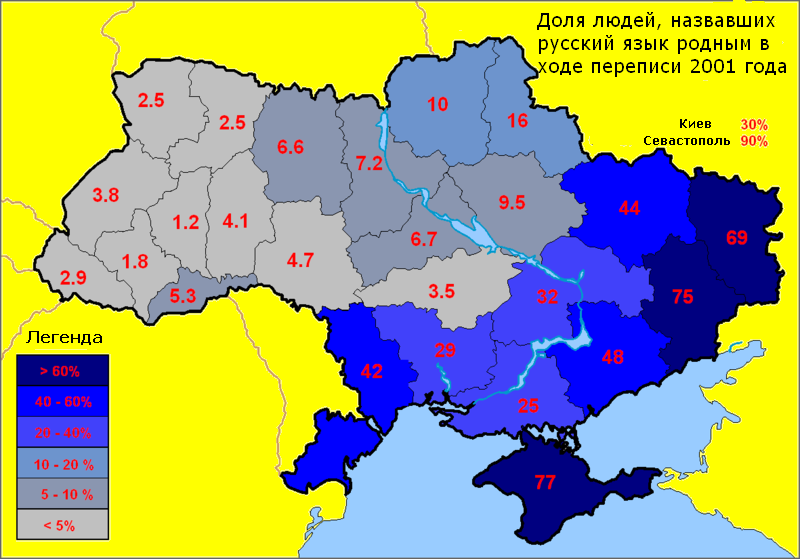
Доля жителей, назвавших русский родным языком по переписи 2001 (по областям)

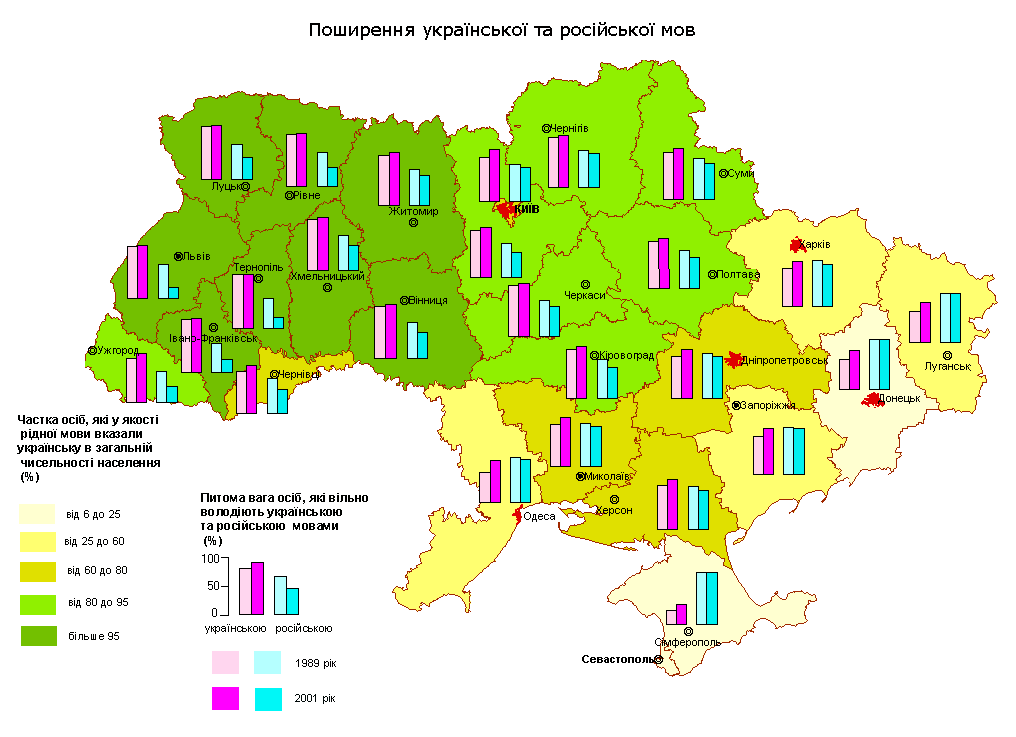
Свободное владение русским и украинским языком; доля жителей, назвавших русский и украинский родным языком

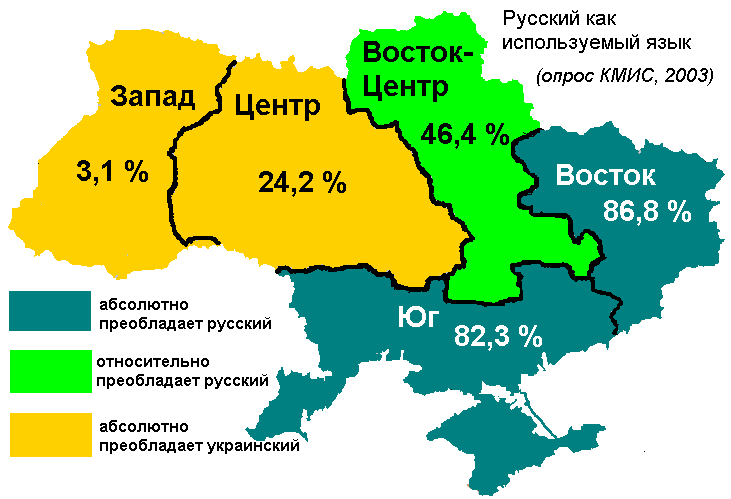
Использование русского языка, опрос Киевского международного института социологии (2003), данные по макрорегионам

При оценке языковой ситуации на Украине и распространения русского языка в основном используются два критерия. В ходе переписи населения 2001 года, например, учитывались ответы на вопрос о родном языке, тогда как во многих социологических опросах используются вопросы о наиболее удобном для общения языке или о языке общения внутри семьи, в силу чего получаемые данные, естественно, расходятся. Согласно официальным данным переписи 2001 года, русский язык назвали родным 14,273 млн граждан Украины, или 29,6 % населения страны. Из них этнические русские составляют 56 %, тогда как остальные — представители других национальностей: 5545 тыс. украинцев, 172 тыс. белорусов, 86 тыс. евреев, 81 тыс. греков, 62 тыс. болгар, 46 тыс. молдаван, 43 тыс. татар, 43 тыс. армян, 22 тыс. поляков, 21 тыс. немцев, 15 тыс. крымских татар, а также представители других этносов. С другой стороны, согласно данным опроса, проведённого в 2004 году Киевским международным институтом социологии (КМИС), русский язык использует дома 43—46 % населения Украины (то есть столько же или даже чуть больше, чем украинский язык). По данным этого опроса КМИС, в первую очередь используют для общения русский язык абсолютное большинство населения южных и восточных регионов:
- Крым[127] — 97 % всего населения;
- Днепропетровская область — 72 %;
- Донецкая область[128] — 93 %;
- Запорожская область — 81 %;
- Луганская область[129] — 89 %;
- Николаевская область — 66 %;
- Одесская область — 85 %;
- Харьковская область — 74 %[2].

Согласно исследованиям американского Института Гэллапа, проведённого в 2008 году, 83 % опрошенных граждан предпочли использовать для интервью с представителями института русский язык[значимость факта?]. Несоответствие результатов опросов о родном языке и о языке бытового общения в значительной степени объясняется варьирующими трактовками термина «родной язык», который многие респонденты понимают не в лингвистическом смысле (первый функциональный язык), а как язык своей национальности.
По данным переписи 2001 года, сплошные ареалы русского языка в сельской местности существовали в Крыму, Донецкой, Луганской, Харьковской и Сумской (в нескольких разных по размеру приграничных с Россией зонах) областях, а также на юге Одесской и Запорожской областей. Островные русские говоры имелись в нескольких сельсоветах Херсонской, Николаевской и Кировоградской областей, а также в одном сельсовете Черновицкой области. Русский язык также преобладал в пятнадцати посёлковых и сельских советах на крайнем севере Черниговской области.
Большой массив данных о распространении русского языка на Украине накопился в результате многолетнего мониторинга, который проводит ИС НАНУ. Согласно этим данным, русский язык «считает» родным около трети населения Украины (что совпадает с данными переписи 2001 года), а использует в семье (часто наряду с украинским) — более 60 %. По результатам мониторинга ИС НАНУ 2006 года, русский язык назвали родным 38 % опрошенных, которые по месту рождения распределились таким образом: 71 % — родились на Украине, 21 % — в России, 7 % — в других республиках СССР.
|              | 1994 | 1995 | 1996 | 1997 | 1998 | 1999 | 2000 | 2001 | 2002 | 2003 | 2004 | 2005 |
| русский язык | 34,7 | 37,8 | 36,1 | 35,1 | 36,5 | 36,1 | 35,1 | 38,1 | 34,5 | 38,1 | 35,7 | 34,1 |

|                      | 1994 | 1995 | 1996 | 1997 | 1998 | 1999 | 2000 | 2001 | 2002 | 2003 | 2004 | 2005 |
| в основном русский   | 32,4 | 32,8 | 33,1 | 34,5 | 33,4 | 33,6 | 36   | 36,7 | 33,2 | 36   | 34,3 | 36,4 |
| русский и украинский | 29,4 | 34,5 | 29,6 | 26,8 | 28,4 | 29   | 24,8 | 25,8 | 28   | 25,2 | 26,3 | 21,6 |

| Использование языка             | Украинский | Русский | Два языка |
| ------------------------------- | ---------- | ------- | --------- |
| Разговариваю дома               | 13         | 61      | 25        |
| Разговариваю в школе с друзьями | 4          | 65      | 29        |
| Смотрю телевидение              | 16         | 26      | 57        |
| Читаю художественную литературу | 12         | 30      | 57        |

Кроме того, согласно утверждениям президента Киевского международного института социологии Валерия Хмелько, в украинском обществе существует парадоксальная ситуация, когда множество людей называет своим родным языком украинский, но при этом разговаривает на русском, поэтому свою поддержку русскому языку при проведении социологических исследований высказывает существенно более высокий процент респондентов. При этом данные этой социологической организации на 2013 год дают оценку доли жителей Украины, считающих русский язык родным, в 40 %.

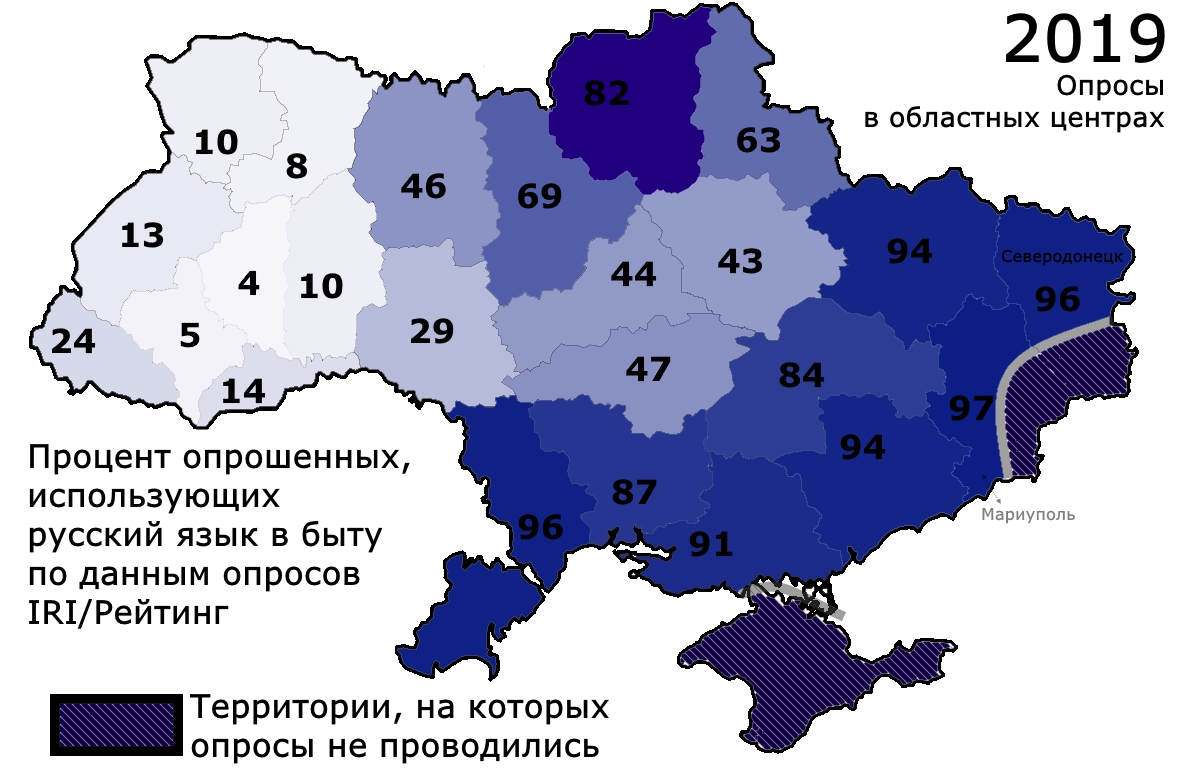
Доля жителей областных центров, использующих русский язык в быту (учтены как говорящие только на русском, так и говорящие на нём наряду с украинским). (В Крыму опрос не производился, для Донецкой и Луганской областей опрос проводился в Мариуполе и Северодонецке, соответственно).

Наибольшее распространение русский язык получил в восточных и южных областях, где он является более привычным, чем украинский, для 92 % граждан, что согласуется с данными переписи 2001 года, по которым 65,7 % населения Украины заявили, что свободно владеют русским языком.
После начала полномасштабного вторжения России в Украину в 2022 году значительно уменьшается как распространённость русского языка в стране, так и популярность идеи о предоставлении ему статуса официального во всей Украине или в отдельных её областях.
По данным исследования Центра контент-анализа, проведённого в период с 15 августа по 15 сентября 2024 года, темой которого стало соотношение украинского и русского языков в украинском сегменте Интернета, после начала полномасштабного вторжения России в Украину использование украинского языка значительно возросло и он заметно доминирует над русским почти во всех самых популярных в Украине социальных сетях. Однако если принять во внимание запрещённые в Украине российские социальные сети, а также временно оккупированные Россией её территории (в том числе и те, что оккупированы с 2014 года), то позиции русского языка в Интернете до сих пор остаются достаточно прочными — так, на нём пишется 44 % сообщений, тогда как на украинском — 56 %. В украинском сегменте Инстаграма на украинском языке писалось 87 % сообщений; Твиттер (X) и Фейсбук по этому показателю достигли 83 % и 79 %, соответственно. Украинский практически сравнялся с русским по использованию в украинском сегменте Ютуба (50 %), при этом немного уступая русскому в ТикТоке (46 %). В то же время, на русском писалось более 90 % сообщений в российских соцсетях: во ВКонтакте (96 %) и в Одноклассниках (99 %). Русский по использованию в соцсетях превосходил украинский в Автономной Республике Крым (98,8 %), городе Севастополь (97,2 %), Луганской (96,3 %), Донецкой (91,5 %) и Одесской (56,6 %) областях. Также более четверти сообщений на нём писалось в Запорожской (47,0 %), Херсонской (44,3 %), Харьковской (39,7 %), Николаевской (36,2 %) и Днепропетровской (35,0 %) областях и в городе Киев (32,0 %).

### Политическая борьба вокруг русского языка на Украине
Проблема статуса русского языка неоднократно использовалась как один из инструментов в политической борьбе — особенно велика её роль была в президентских кампаниях 1994 и 2004 годов. Ряд политиков в ходе избирательных кампаний давали различные обещания, связанные с приданием русскому языку статуса государственного. Вопрос о статусе русского языка также остро стоит в ряде регионов, где органы местной власти приняли решения о придании русскому языку «официального статуса» в своём регионе. Легитимность этих решений и их практический смысл остаётся неясным и является предметом политических дискуссий, как на местном, так и на государственном уровне.
Разные политические силы также по-разному смотрят на необходимость и характер мер по поддержке украинского языка на Украине (за счёт сокращения русского), что также связано с электоральными настроениями. Например, в тех регионах, где русский язык используется более чем 90 % населения, существует сильная оппозиция тем политическим силам, действия которых направлены на восстановление украиноязычной среды. Эти электоральные настроения учитываются политическими силами, которые при обращении к разным группам населения зачастую используют разную риторику относительно статуса русского языка.

### Функционирование русского языка

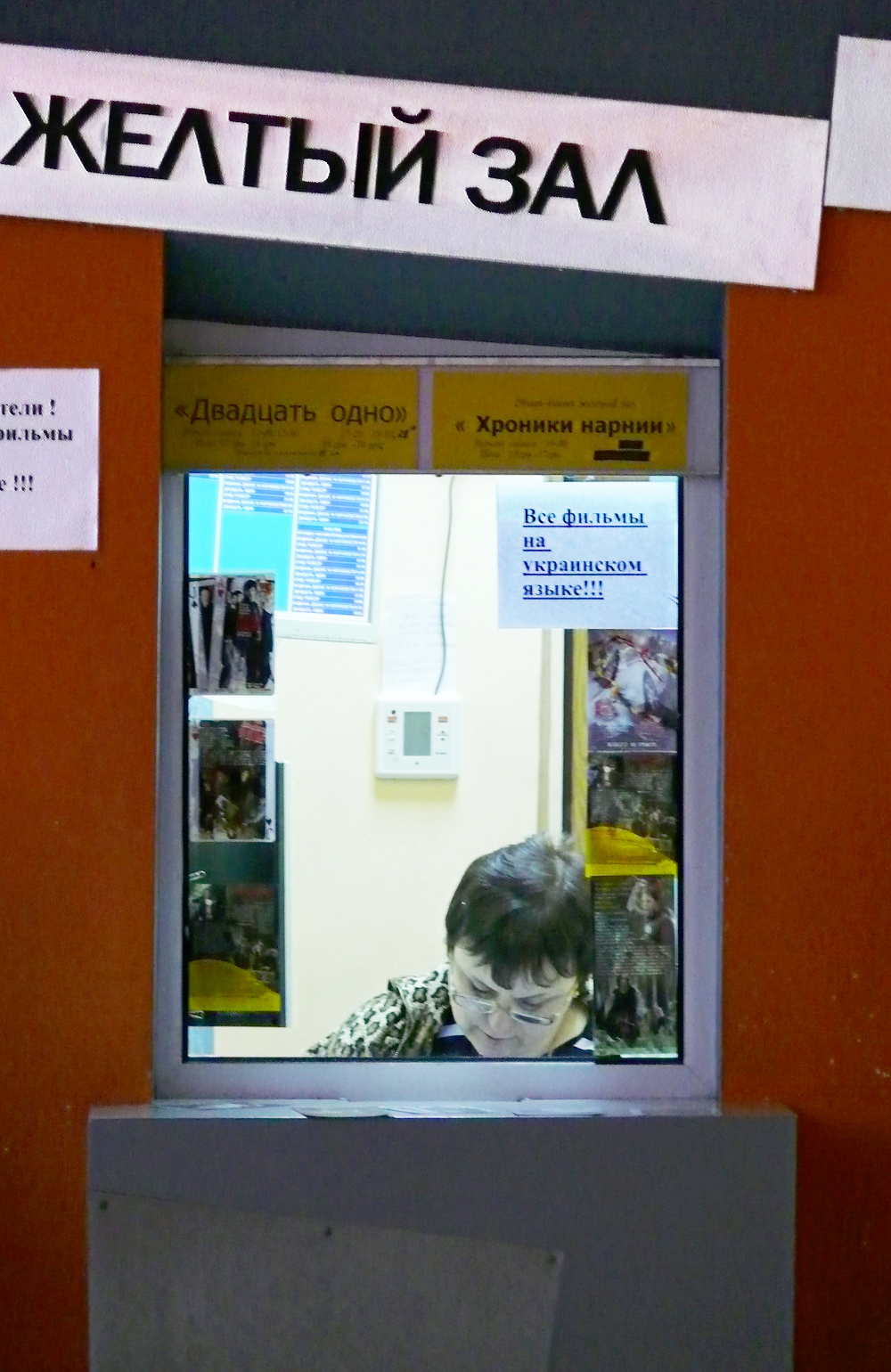
С 2008 кинодистрибьюторов обязали дублировать или субтитрировать на украинском языке 100 % демонстрируемых фильмов. Кассы кинотеатра «Парк» в Харькове. С февраля 2008 фильмы дальнего зарубежья демонстрируются только на украинском языке, российские — на языке оригинала с украинскими субтирами

#### Система дошкольного и среднего образования

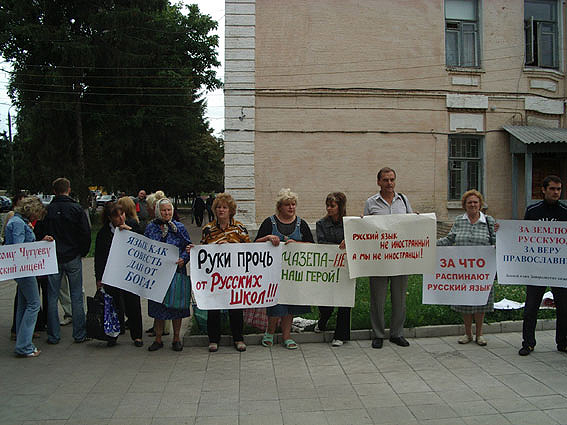
Пикетирование против планов закрытия русского лицея в г. Чугуев (Харьковская область), 2005

- В 16 западных и центральных областях Украины работали 26 русских школ, что составляет 0,2 % от их общего числа в регионе[142].
  - В Тернопольской, Ровненской и Киевской областях, где проживает более 170 тыс. русскоязычных (по данным переписи 2001 года), нет ни одной школы с русским языком обучения[143].

По состоянию на январь 2018 года, без учёта Крыма и неконтролируемых Украиной территорий Донецкой и Луганской областей, 7 % школьников (622 школы, 277 512 детей) учится в школах с русским языком обучения.
Территориальное распределение школ и классов с русским языком обучения на январь 2018 года
- Одесская область — 107 школ (из 819) с 49 188 учеников (из 247 958);
- Харьковская область — 107 школ (из 744) с 46 927 учениками (из 232 123);
- Днепропетровская область — 100 школ (из 910) с 55 589 учеников (из 316 379);
- Донецкая область (контролируемая часть) — 100 школ (из 539) с 45 079 учеников (из 155 509);
- Запорожская область — 81 школа (из 556) с 35 616 учеников (из 160 080);
- Луганская область (контролируемая часть) — 53 (из 292) с 14 613 учеников (из 52 953);
- Херсонская область — 26 школ (из 435) с 13 381 ученик (из 106 043);
- Николаевская область — 16 школ (из 512) с 8178 учеников (из 110 923);
- Сумская область — 10 школ (из 468) с 1101 ученик (из 93 316);
- Кировоградская область — 5 школ (из 340) с 1009 учениками (из 91 964);
- Львовская область — 4 школы (из 1245) с 2309 учеников (из 266 384);
- Черкасская область — 3 школы (из 599) с 1432 учениками (из 111 866);
- Закарпатская область — 3 школы (из 658) с 1268 учеников (из 158 921);
- Полтавская область — 2 школы (из 632) с 1214 учениками (из 130 006);
- Черниговская область — 2 школы (из 531) с 447 учениками (из 93 243);
- Черновицкая область — 1 школа (из 418) с 128 учеников (из 99 592);
- Ивано-Франковская область — 1 школа (из 703) с 26 учениками (из 149 751);
- Тернопольская область — 1 школа (из 760) с 7 учениками (из 106 738);
- В Винницкой, Волынской, Житомирской, Киевской, Ровненской, Хмельницкой областях и в городе Киеве, школ и классов с преподаванием на русском языке нет[144].

Из действующих на Украине 15 842 школ с 3 859 702 учениками — на украинском языке преподают в 15 080 (3 554 622 учеников), на русском языке в 622 школах (277 512 учеников), на румынском языке в 80 школах (15 398 учеников), на венгерском языке в 53 школах (9643 ученика), на молдавском языке в 4 школах (1258 учеников) и на польском языке в 3 школах (1269 учеников).
13 марта 2020 года Владимир Зеленский подписал указ, полностью упраздняющий программы обучения на русском и сводящий число предметов, которые можно было бы изучать не на государственном языке, к минимуму.
В столице и ряде областей Украины были украинизированы практически все существовавшие до начала российского вторжения русские классы и школы: по состоянию на 2023/24 учебный год только в Харьковской и Днепропетровской областях до сих пор существовали классы с русским языком преподавания, суммарно в них насчитывалось менее 500 учеников. В школах Киева, Черкасс, Житомира, Николаева и Одессы отказались от преподавания русского языка как дисциплины.

#### Высшее образование и наука
- Уже к 2000 году доля студентов, получающих образование на русском языке, оказалась ниже доли граждан, считающих родным языком русский. Всего в высших учебных заведениях Украины, имеющих I—II уровни аккредитации, на начало 2000/2001 учебного года студентов, получающих образование на русском языке, насчитывалось 116 196 (или 22 %). В Днепропетровской области было 9771 студентов, обучающихся на русском (26,4 %); в Донецкой области — 38 712 человек (75,7 %); в Луганской — 14 155 человек (56,6 %); в Одесской области — 11 530 (41,8 %); в Харьковской — 9727 человек (31,2 %). Лишь в Крыму и Севастополе обучение в вузах I—II уровня аккредитации осуществлялось только на русском языке[148].
- В высших учебных заведениях III—IV уровня аккредитации в 2000/2001 учебном году образование на русском языке получали 371 873 студента (26,5 %). В Днепропетровской области — 40 594 человек (37,9 %); в Донецкой области — 92 970 человек или (77,2 %); в Запорожской области — 15 280 (29,7 %); в Луганской области — 38 972 (74,5 %); в Харьковской области — 60 208 человек (34,1 %); в Херсонской области — 9995 (39,6 %)[148].
- В 2005 году Комитет по вопросам науки и образования Верховной рады Украины рекомендовал запретить выпускникам русскоязычных школ сдавать на русском экзамены в вузы[149].

#### Обобщающие сведения по состоянию образования на русском языке
Доля русскоязычных граждан (по данным переписи 2001 года) и доля обучающихся на русском языке в среднеобразовательных школах и вузах разной степени аккредитации в 2006/2007 учебном году.
| регион            | Доля граждан указавших русский родным во время переписи 2001 года | Доля учащихся, получающих среднее образование на русском языке | Доля студентов, обучающихся на русском в вузах I—II уровней аккредитации | Доля студентов, обучающихся на русском в вузах III—IV уровней аккредитации |
| ----------------- | ----------------------------------------------------------------- | -------------------------------------------------------------- | ------------------------------------------------------------------------ | -------------------------------------------------------------------------- |
| Винницкая         | 4,7                                                               | 1                                                              | -                                                                        | -                                                                          |
| Волынская         | 2,5                                                               | 0,3                                                            | -                                                                        | -                                                                          |
| Днепропетровская  | 32                                                                | 21                                                             | 6                                                                        | 20                                                                         |
| Донецкая          | 75                                                                | 67                                                             | 63                                                                       | 63                                                                         |
| Житомирская       | 6,6                                                               | 1                                                              | -                                                                        | 3                                                                          |
| Закарпатская      | 2,9                                                               | 1                                                              | 6                                                                        | -                                                                          |
| Запорожская       | 48                                                                | 37                                                             | 10                                                                       | 15                                                                         |
| Ивано-Франковская | 1,8                                                               | 0,2                                                            | -                                                                        | -                                                                          |
| Киевская          | 7,2                                                               | 1                                                              | -                                                                        | -                                                                          |
| Кировоградская    | 3,5                                                               | 3,5                                                            | -                                                                        | 10                                                                         |
| Луганская         | 69                                                                | 61                                                             | 37                                                                       | 52,5                                                                       |
| Львовская         | 3,8                                                               | 1                                                              | 4                                                                        | -                                                                          |
| Николаевская      | 29                                                                | 11                                                             | -                                                                        | 0,2                                                                        |
| Одесская          | 42                                                                | 48                                                             | 36                                                                       | 23,4                                                                       |
| Полтавская        | 9,5                                                               | 3                                                              | -                                                                        | 0,4                                                                        |
| Ровненская        | 2,5                                                               | 0,1                                                            | -                                                                        | -                                                                          |
| Сумская           | 16                                                                | 6                                                              | -                                                                        | 0,2                                                                        |
| Тернопольская     | 1,2                                                               | 0,1                                                            | -                                                                        | -                                                                          |
| Харьковская       | 44                                                                | 27                                                             | 8                                                                        | 25                                                                         |
| Херсонская        | 25                                                                | 16,5                                                           | 12                                                                       | 29                                                                         |
| Хмельницкая       | 4,1                                                               | 0,4                                                            | -                                                                        | 0,2                                                                        |
| Черкасская        | 6,7                                                               | 1                                                              | -                                                                        | 0,1                                                                        |
| Черниговская      | 10                                                                | 1                                                              | -                                                                        | 4                                                                          |
| Черновицкая       | 5,3                                                               | 1                                                              | -                                                                        | -                                                                          |
| Киев              | 25                                                                | 3                                                              | 5                                                                        | 3                                                                          |
| Севастополь       | 90                                                                | 96                                                             | 100                                                                      | 96                                                                         |
| АР Крым           | 77                                                                | 92                                                             | 97                                                                       | 86,5                                                                       |
| Украина в целом   | 29,6                                                              | 20                                                             | 15                                                                       | 17                                                                         |

#### Теле- и радиовещание, кинопрокат
- С 19 апреля 2004 года Национальный совет Украины по вопросам телерадиовещания — орган, ответственный за лицензирование СМИ, — прекратил регистрацию средств массовой информации, использующих негосударственный язык. Исключение было сделано для каналов, вещающих на территорию компактного проживания национальных меньшинств, — квота негосударственных языков на них может составлять 50 %[150]. Программы и фильмы на русском языке продолжают транслироваться, но должны при этом сопровождаться украинскими титрами.
- 22 января 2007 Министерство культуры и туризма Украины подписало меморандум с дистрибьюторскими компаниями и демонстраторами фильмов, по которому компании обязались дублировать, озвучивать или субтитровать на украинском языке фильмокопии иностранного производства с тем, чтобы до конца 2007 года довести долю дублированных фильмов для детской аудитории до 100 %[151]. В июне 2007 года несколько генеральных директоратов Совета Европы (по юридическим вопросам, по вопросам прав человека и по вопросам образования, культуры и культурного наследия) по существу осудили «непреодолимое желание ограничить использование языка в сфере домашнего видео»[152].
- 6 июля 2016 года президент Порошенко подписал закон, согласно которому вводятся и постепенно повышаются обязательные доли передач и песен на украинском языке в радиовещании[153]. 7 июня 2017 года Порошенко подписал аналогичный закон о квотах в телевещании[154].

#### Другие сферы функционирования языка
- 28 февраля 2007 года Конституционный суд на своём заседании запретил выступать на русском языке депутату Верховной Рады от СПУ Сергею Матвиенкову[155].
- В декабре 2011 года Киевский окружной административный суд не стал запрещать применение русского языка в Верховной раде[55].
- Русским писателям, в отличие от украиноязычных литераторов, не оказывается государственная поддержка и, по некоторым данным, русскоязычных писателей дискриминируют при приёме в Союз писателей Украины[156]. В 1999 году П. Баулин был исключён из Союза писателей за свои выступления в поддержку русского языка на Украине. Председатель Союза писателей Ю. Мушкетик объяснил это решение так: «У Союза писателей есть свои определённые правила»[157]. Ныне писатели, пишущие на русском языке, объединены в Ассоциации русских и русскоязычных писателей Украины и Южнорусский Союз Писателей.
- Против концертов русскоязычных исполнителей проводят акции протеста члены националистических движений[158][159]. К участию на молодёжном рок-фестивале «Мазепа-фест» (Полтава) также не допускают музыкантов, поющих на русском языке[160].
- В 2005 году были урезаны возможности употребления русского языка в судопроизводстве[161]. По вступившему в действие 1 сентября 2005 года Гражданско-процессуальному кодексу и Кодексу административного судопроизводства всё судопроизводство должно происходить на украинском языке, а не владеющие им обязаны оплачивать услуги переводчика[161]. Эти положения противоречат конституции и действующему закону об языках в УССР[161].
- Всю медицинскую документацию, информацию о лекарствах, рецепты планируется перевести только на украинский и латинский языки[162].
- В ряде городов Западной Украины запрещены вывески на русском (и других, кроме украинского) языке, а за нарушение запрета может налагаться штраф[163].
- В 2016 году министр инфраструктуры Владимир Омелян заявил, что аэропорты[164] и железные дороги[165] страны должны прекратить использование русского языка в предоставлении информации.

#### Общественное мнение
В ходе исследования, проведённого в 1998 году Киевским центром политических исследований и конфликтологии, задавались вопросы с целью определить, насколько удовлетворяются языковые и культурные потребности населения. У тех, кто выбрал при опросе украинский или русский язык (условно говоря, «украино-» и «русскоязычных»), спрашивали, насколько их удовлетворяют возможности использовать свой язык вне круга семьи и друзей. Так или иначе удовлетворены соответствующими возможностями 68,7 % «русскоязычных»; так или иначе неудовлетворенны 6 %. При этом, подавляющее большинство (84 %) высказались за то или иное повышение статуса русского языка, в том числе около половины (48,6 %) — за статус второго государственного или официального на всей Украине.
По результатам общенационального социологического опроса (в котором репрезентативно были представлены русскоязычные граждане), проведённого в феврале 2000 года Центром Разумкова, 36,8 % опрошенных считали, что культурно-языковые потребности русскоязычного населения удовлетворяются частично, 7,6 % — что «не удовлетворялись», 44,4 % респондентов считали, что национально-культурные потребности русскоязычного населения на Украине удовлетворяются в полной мере; и 11,2 % затруднились с ответом.
По данным исследования 2005 года, 47,4 % граждан Украины выступают за преподавание русского языка в школах в том же объёме, как и украинского, 28 % — за преподавание русского в большем объёме, чем иностранных языков, 19,9 % — в не большем объёме, чем иностранных языков.
По данным исследования КМИС 2005 года, 46 % граждан выступают против дублирования и титрирования на украинском языке современных российских фильмов, за титрирование без дубляжа — 32 %, за дубляж и титрирование — 13 %. Исследование Института имени Горшенина в июне 2007 года показало, что законодательный запрет русскоязычного телевещания поддерживают только 9,87 % опрошенных, а запрет на вещание российских телеканалов — 2,77 %.
По данным исследования Киевского международного института социологии, проведённого 8—16 апреля 2014 года во всех юго-восточных регионах Украины, кроме АР Крым и города Севастополя, с утверждением о том, что «Россия справедливо защищает интересы русскоязычных граждан на юго-востоке» не согласилось абсолютное большинство респондентов из Николаевской (71,5 %), Днепропетровской (65,6 %), Херсонской (61,1 %), Запорожской (53,3 %), Харьковской (53,0 %) и Одесской (52,3 %) областей, а также меньшинство в Донецкой (33,4 %) и Луганской (31,8 %) областях. Согласились с утверждением относительное большинство респондентов из Донецкой (47,0 %) и Луганской (44,2 %) областей, а также меньшинство в Харьковской (36,6 %), Одесской (30,6 %), Херсонской (23,5 %), Днепропетровской (21,0 %), Запорожской (19,5 %) и Николаевской (14,6 %) областях. В то же время абсолютное большинство опрошенных из всех регионов не согласились как с утверждением о том, что в Украине ущемляются права русскоязычного населения, так и с утверждением о том, что в их регионах ущемляются права украиноязычного населения.
По данным опроса, проведённого Социологической группой «Рейтинг» с 16 ноября по 10 декабря 2018 года в рамках проекта «Портрети Регіонів», 63 % респондентов поддерживали статус украинского языка как единственного государственного на всей территории Украины (в 2016 — 58 %). 15 % считали, что единственным государственным языком должен быть украинский, а русский — вторым официальным в некоторых регионах страны (в 2016 — 22 %), в то время как 17 % придерживались мнения, что русский язык должен стать вторым государственным языком (в 2016 — 15 %). 4 % затруднились с ответом. Желание сохранить «языковой статус-кво» — украинский язык единственным государственным без какой-либо «официализации» русского — разделяло абсолютное большинство респондентов в Тернопольской (95 %), Ивано-Франковской (94 %), Львовской (90 %), Ровненской (87 %), Волынской (85 %), Хмельницкой (85 %), Черкасской (85 %), Закарпатской (82 %), Полтавской (80 %), Черниговской (80 %), Винницкой (75 %), Житомирской (74 %), Черновицкой (71 %), Кировоградской (70 %), Киевской (68 %), Херсонской (65 %), Сумской (60 %), Николаевской (60 %), Днепропетровской (52 %) областях и городе Киеве (65 %), относительное большинство (43 %) респондентов в Запорожской области. В то же время поддержка предоставления русскому языку статуса второго государственного относительно преобладала в Одесской (41 %) и Харьковской (37 %) областях, а также в свободных на тот момент от российской оккупации частях Луганской (39 %) и Донецкой (37 %) областей.
По данным опроса Киевского международного института социологии, проведённого в мае—июне 2020 года, 66,5 % респондентов (78,4 % на Западе, 71,0 % в Центре, 53,2 % на Юге и 55,5 % на Востоке) были полностью или скорее согласны с мнением, что государство должно способствовать дальнейшей имплементации закона «Об обеспечении функционирования украинского языка как государственного» во всех сферах общественной жизни, полностью или скорее не согласны 19,8 % респондентов (12,2 % на Западе, 16,3 % в Центре, 28,6 % на Юге и 27,9 % на Востоке), затруднились с ответом — 12,8 % (9,0 % на Западе, 11,7 % в Центре, 16,8 % на Юге и 16,2 % на Востоке). Единственной группой населения, среди которой преобладало несогласие с дальнейшей имплементацией языкового закона, являлись этнические русские (39,6 % согласных против 47,9 % несогласных).
По данным опроса, проведённого Социологической группой «Рейтинг» 19 марта 2022 года, 83 % респондентов выступили за то, чтобы украинский был единственным государственным языком на Украине. Такое мнение доминирует во всех макрорегионах, возрастных и языковых группах — 91 % украиноязычных, 82 % двуязычных, 63 % русскоязычных; на западе — 91 %, в центре — 88 %, на юге — 76 %, на востоке — 63 %. Предоставление русскому языку официального статуса в отдельных регионах с сохранением статуса украинского как единственного государственного поддерживали 8 % (15 % русскоязычных, 9 % двуязычных, 5 % украиноязычных; на востоке — 15 %, на юге — 9 %, в центре — 8 %, на западе — 5 %), придание русскому статуса второго государственного — 7 % (22 % русскоязычных, 7 % двуязычных; на востоке — 19 %, на юге — 13 %). Показательно, что до полномасштабного вторжения России идею второго государственного языка поддерживали почти четверть опрошенных, традиционно за это выступали жители юга и востока, но даже в этих регионах таких было лишь треть. Украинский язык родным считали 76 % респондентов (99 % украиноязычных, 71 % двуязычных, 27 % русскоязычных; на западе — 95 %, в центре — 84 %, на юге — 61 %, на востоке — 42 %), русский — 20 % (66 % русскоязычных, 23 % двуязычных; на востоке — 49 %, на юге — 32 %, в центре — 15 %). Исключительно на украинском дома говорили 48 % респондентов (на западе — 87 %, в центре — 52 %, на юге — 20 %, на востоке — 8 %), исключительно на русском — 18 % (на востоке — 44 %, на юге — 33 %, в центре — 12 %), на двух языках — 33 % (на востоке — 47 %, на юге — 46 %, в центре — 36 %, на западе — 9 %). О намерении перейти в будущем на общение исключительно на украинском языке сообщили 60 % двуязычных и 34 % русскоязычных. 67 % респондентов считали, что нет никаких проблем между украиноязычными и русскоязычными гражданами (75 % двуязычных, 74 % русскоязычных, 59 % украиноязычных; на юге — 75 %, в центре — 73 %, на востоке — 69 %, на западе — 53 %). 19 % считали, что языковая проблема существует, однако не является важной (20 % украиноязычных, 19 % русскоязычных, 17 % двуязычных; на востоке — 22 %, на западе — 21 %, на юге — 18 %, в центре — 15 %). 12 % считали языковую проблему серьёзной и угрожающей внутренней безопасности и миру в Украине (18 % украиноязычных, 7 % русскоязычных, 6 % двуязычных; на западе — 23 %, в центре — 9 %, на юге и востоке — 6 %).
По данным опроса, проведённого КМИС в феврале 2023 года, ещё в 2019 году всего 8 % украинцев считали, что вообще не стоит изучать русский язык в украиноязычных школах, в то время как в 2023 году таких людей — 52 %. И хотя 42 % поддерживают сохранение изучения русского языка в определённом объёме, но даже здесь произошли значительные внутренние изменения в сторону снижения времени, которое должно отводиться на изучение русского языка. Так, в 1998 году 46 % считали, что объём изучения должен быть таким же, как и для украинского языка. В 2019 году этот показатель составлял 30 %, а в 2023 — только 3 %. Также с 32 % до 6 % стало меньше тех, кто считает, что русский язык должен изучаться в меньшем объёме, чем украинский, но в большем, чем другие иностранные языки. В 2023 фактически из указанных 42 % подавляющее большинство — 33 % (или почти 80 % этой категории граждан) — хотели бы, чтобы русскому языку отводили столько же или меньше времени, чем другим иностранным языкам.
По данным исследования Центра Разумкова, проведённого с 5 по 11 июля 2023 года, на вопрос «Если бы у Вас были следующие варианты просмотра англоязычного фильма, который Вы очень хотели бы посмотреть, какой вариант Вы выбрали бы?» 7,1 % респондентов ответили, что посмотрели бы его в русском дубляже, 54,9 % — в украинском дубляже, 15,6 % — в украинском дубляже с английскими субтитрами, 8,3 % — на английском с украинскими субтитрами, 1,7 % — на английском без субтитров. 4,9 % заявили, что им сложно ответить на поставленный вопрос, 7,5 % не выбрали ни один из предложенных вариантов ответа.

## Инфраструктура
Потребности русскоязычной общности Украины обслуживает развитая инфраструктура образовательных и культурных учреждений.
Согласно официальным данным, в 2003 году на Украине, почти исключительно в её южных и восточных регионах, работали 1732 русские школы, а общее число школьников, обучающихся на русском языке, составляло 804,3 тыс. человек. В 16 937 школах с русским языком обучения обучалось 3944,9 тыс. человек, то есть 24,1 % от числа всех учащихся. По данным Министерства образования, в конце 2006 года на Украине работало 1880 школ с русским языком обучения. Кроме этого, насчитывалось 2242 школы с двумя и более языками обучения, в подавляющем большинстве которых, по-видимому, также имелись классы с обучением на русском языке. В 2010 году, по сообщению председателя комитета по вопросам науки и образования ВР Владимира Полохало, школ с русским языком обучения осталось 1199, а двуязычных школ 1628; по данным минобразнауки, на русском языке училось 862,7 тыс. (18,7 %) школьников.
В 2003 году из 16,2 тыс. зарегистрированных на Украине СМИ более 12,9 тыс. были русскоязычными, причём по объёму тиражей доля русскоязычных печатных СМИ ещё внушительнее. В публичных и учебных библиотеках содержится обширный фонд книг на русском языке (по официальным данным, в 2000 году библиотечный фонд на Украине состоял на 60 % из русских книг), в большинстве книжных магазинов доступен широкий выбор книг на русском языке, издаётся два «толстых» литературных журнала — «Радуга» (Киев) и «Севастополь». По официальным данным, в октябре 2003 года 82 % веб-сайтов украинского сегмента сети Интернет были русскоязычными, 14 % — украиноязычными, 4 % — двуязычными.
На Украине нет всеукраинских телеканалов, ведущих трансляцию только на русском языке. Трансляция выпусков новостей, программ и фильмов на русском языке имеется на нескольких общеукраинских каналах (в первую очередь, на канале «Интер») и на крупнейшем региональном канале, вышедшем на всеукраинский уровень, ТРК «Украина» (Донецк). На русском языке снимаются программы, телесериалы и выпущено несколько кинофильмов. Частичное вещание на русском языке есть на некоторых местных телеканалах в южных и восточных регионах. К 1998 в кабельных сетях стали ретранслироваться российские телеканалы РТР, ОРТ, НТВ, ТВЦ и другие. Накануне парламентских выборов 2002 года была прекращена трансляция внутрироссийских версий каналов, которую сменила ретрансляция их международных версий.
Часть коммерческих радиостанций FM-диапазона ведёт трансляцию программ на русском языке. «Русское радио Украина», транслирующее в основном музыку русскоязычных исполнителей и программы русскоязычных ведущих, является лидирующей радиосетью Украины, она представлена в 34 городах Украины.
С 2006 года в Харьковской и Донецкой областях 6 июня (день рождения А. Пушкина) отмечается как День русского языка.
Наиболее крупными центрами русистики являются Донецкий национальный университет, Харьковский национальный университет им. В. Каразина, Днепропетровский национальный университет, Одесский национальный университет им. И. И. Мечникова, Таврический национальный университет, Киевский национальный университет им. Т. Шевченко, Черкасский педагогический университет им. Б. Хмельницкого.
|  |                                                                        |  | |
|  | Последний звонок в школе с русским языком обучения во Львове, 2007 год |  | Национальный академический драматический театр имени Леси Украинки (до 2022 года — Русский драматический театр им. Леси Украинки) в Киеве |

## Русский язык и российско-украинские отношения
Вопрос о русском языке на Украине является болезненным вопросом взаимоотношений двух стран, вокруг которого часто возникает противостояние. По мнению ряда политологов, Россия включает весь простор стран СНГ и особенно Украину в зону своих непосредственных интересов, что характеризуется как неоимперская или неоколониальная политика России по отношению к Украине. Ряд российских политических деятелей на официальных постах неоднократно заявляли о том, что интересы России включают в себя придание русскому языку статуса официального или государственного в странах СНГ. Например, об этом заявляли И. Иванов (в должности министра иностранных дел России), Элеонора Митрофанова (в должности заместителя министра иностранных дел России) и целый ряд депутатов Государственной думы.
На этом фоне поддержка Россией русского языка на Украине часто воспринимается рядом украинских деятелей как вмешательство во внутренние дела Украины. Так например, обращение Государственной Думы не нашло поддержки у Президента Украины Л. Кучмы, который выступил с категорическим заявлением о невозможности придания русскому языку статуса государственного. «Главным языком общения на Украине был, есть и будет украинский язык», — подчеркнул он. В то же время Л. Кучма заверил, что Киев, «делает всё возможное для нормального развития русского языка в рамках программы поддержки культуры национальных меньшинств» и пообещал, что русскоязычные граждане на Украине никогда не будут чувствовать себя ущемлёнными в каких-либо правах.
По мнению историка и политолога Тараса Кузьо, роль языкового вопроса в ходе российской аннексии украинского Крыма и начала войны на Донбассе в 2014 году значительно преувеличена и мифологизирована. Русскоговорящим в Крыму ничего не угрожало, а языковой вопрос не играл важной роли на востоке Украины. Среди военнослужащих Украины около двух третей составляют русскоговорящие, что опровергает миф о конфликте на Донбассе, возникшем вследствие якобы «националистической» Украины, где не было места для русскоговорящих.
В связи с решением Конституционного суда Украины об обязательном дублировании всех фильмов иностранного производства Министерство иностранных дел России опубликовало 9 января 2008 года комментарий, в котором выразило озабоченность нежеланием Украины выполнять свои международные обязательства. На следующий день МИД Украины опубликовал ответное заявление, в котором обвинил российскую сторону в искусственном заострении языкового вопроса на Украине. Среди прочего МИД Украины «в очередной раз обращает внимание на то, что  объектом Хартии является защита языков, которые находятся под угрозой исчезновения, а не языковых прав национальных меньшинств (в том числе русского)». 

Данное утверждение содержится также в официальном докладе Украины о выполнении Европейской хартии, где на 2-й странице утверждается:

объектом Хартии <…> является защита языков, которым угрожает исчезновение как этнокультурному явлению, а не языковых прав национальных меньшинств, которые проживают в определённых регионах государства

По мнению авторов альтернативного доклада о выполнении Хартии, данное утверждение является «следствием незнания текста Хартии официальными лицами Украины или его сознательного искажения». Данное положение, по мнению авторов альтернативного доклада, «требует немедленного пересмотра». В альтернативном докладе также говорится:

Данное утверждение не соответствует ни Букве, ни Духу Хартии (на это, кстати, обращали особое внимание эксперты, в том числе Филипп Блэр, директор по вопросам местной и региональной демократии Совета Европы, выступая в Киеве на организованном ими семинаре по Хартии для представителей общественных организаций 16-17 октября 2003 г.)

## Лингвистические особенности русского языка на Украине
На Украине используется стандартный русский язык. Исторически части населения Южной и Восточной Украины было свойственно двуязычие, то есть население в равной степени понимало русский и украинский языки и заимствования из одного языка в другой происходили незаметно, не воспринимаясь как чужеродные, иноязычные.
Спецификой русскоязычных СМИ Украины является использование украинизмов (как лексических, так и синтаксических), украинских прецедентных высказываний и имён (в том числе названий предприятий в украинском написании). Украинизмы также часто используются русскими писателями, живущими на Украине. При переводе на русский язык законодательных актов в употребление также были внесены украинизмы Рада (вместо Совет) и городской голова (вместо мэр или градоначальник).
Для русского просторечья Украины характерна в фонетике замена литературного взрывного звука [g] на южнорусский фрикативный [γ], может встречаться замена русского непарного мягкого [ч] на украинский непарный твёрдый, произношение местоимения «что» как «шо».
Некоторые распространённые отступления от норм русского языка имеют довольно давнюю историю. Газета «Киевский телеграф» в 1854 году отмечала особенности речи некоторых киевлян: сюдою и тудою (вместо «этим путём», «тем путём»), смеяться с (вместо «смеяться над»), додому («домой»). Составитель путеводителя по Киеву (1904) С. Богуславский приводил такие примеры распространённых нарушений норм синтаксиса: дай мне ножа (родительный падеж вместо винительного), скучаю за тобою (вместо «скучаю по тебе»), сам (вместо «один»). Другие распространённые примеры ненормативного словоупотребления: занять (вместо «одолжить»); с выходом на фонетический и грамматический уровни — торты́ и бараны́ (вместо «то́рты», «бара́ны»), мало́й и мала́я (вместо «ма́лый», «ма́лая»), частица та (вместо «да»), позвонить/говорить до кого-то (вместо «позвонить/говорить кому-то»), императив ляж (вместо «ляг»), местоимение ихний (вместо «их»).

### Написание «в Украине» и «на Украине»
В русском языке Украины является преобладающим употребление предложно-падежного управления в Украину, в Украине, из Украины. Первая форма употребляется при переводе официальных документов на русский язык и очень часто в русскоязычных СМИ Украины. В официальных российских документах употребляются обе формы.
Украинские газеты, печатающиеся на русском языке, используют в своих названиях сочетание «в Украине»: «Известия в Украине», «Комсомольская правда в Украине», «Аргументы и факты в Украине» и так далее. И одновременно в статьях этих же газет можно найти использование сочетания «на Украину»: «Впервые за последние 10 лет на Украину привезли 55 экспонатов…».

### Русский язык среди крымских татар
Большинство крымских татар, живущих на территории Крыма, считает родным крымскотатарский язык, но почти все, кто был рождён накануне и после депортации (1944 год), лучше разговаривают и пишут на русском. Среди более молодых крымских татар русский является основным языком общения. Русский язык в среде крымских татар имеет фонетические, интонационные и лексические отличия, связанные с влиянием крымскотатарского. В фонетике наиболее характерна замена русских согласных на подобные им крымскотатарские — например, употребление велярного /x/ во всех позициях вместо фарингального крымскотатарского [x]; нестандартное, гиперкомпенсационное смягчение согласных; неправильная постановка ударения; вставление гласных звуков внутрь групп согласных или перед согласной [р] (тарудно (трудно), мине (мне), аруський (русский), аработа (работа)). Эти черты встречаются независимо от уровня образования, но несколько реже среди представителей более молодых поколений.

### Суржик

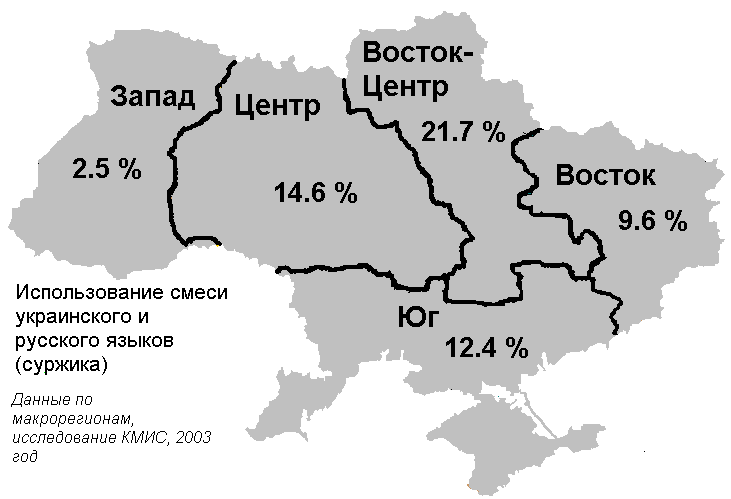
Использование суржика, опрос Киевского международного института социологии, 2003, данные по макрорегионам

Практически на всей территории Украины как в городской, так и особенно в сельской местности, также распространён суржик — смешанная украинско-русская речь на основе украинских говоров, с большой долей русской лексики и несколько меньшим влиянием русского языка в грамматике. Многочисленные ранние письменные памятники суржика относятся к XVIII веку и происходят с Левобережной Украины — региона, где суржик наиболее распространён и в современности.
По данным КМИС, на суржике общается от 11 до 18 % всего населения Украины: от 2,5 % на Западной Украине до максимального показателя 21 % в Полтавской, Сумской и Черниговской областях; в южных и восточных регионах число носителей суржика значительно превышает долю украиноязычного населения (на Юге говорят на суржике 12,4 %, на украинском — 5,2 %, на Востоке Украины используют суржик 9,6 %, а украинский — 3,7 %). Суржикоязычное население во время проведения социологических опросов обычно фиксируется как украиноязычное, переписи населения вообще не фиксируют суржик как разговорный язык.

### Взаимное влияние русского и украинского языков

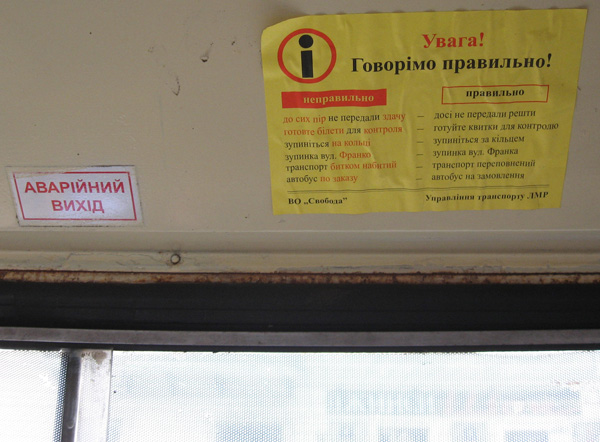
Пропаганда против речевых русизмов, объявление в городском транспорте Львова, 2007

Формирование современных литературных русского и украинского языков на протяжении XVII—XIX веков проходило в условиях их определённого взаимного влияния, причём в XVII веке именно украинское влияние имело определяющий характер. Так, церковнославянский язык русского извода, до начала XVIII века выполнявший функции официального и литературного языка в Русском государстве, со времён никоновской церковной реформы сложился с преобладанием киевской традиции, вытеснившей московскую. Позднее же именно при посредничестве киевской литературно-письменной традиции великорусский язык обогатился значительным числом заимствований — латинизмов, полонизмов и лексики западноевропейского (в основном немецкого) происхождения.

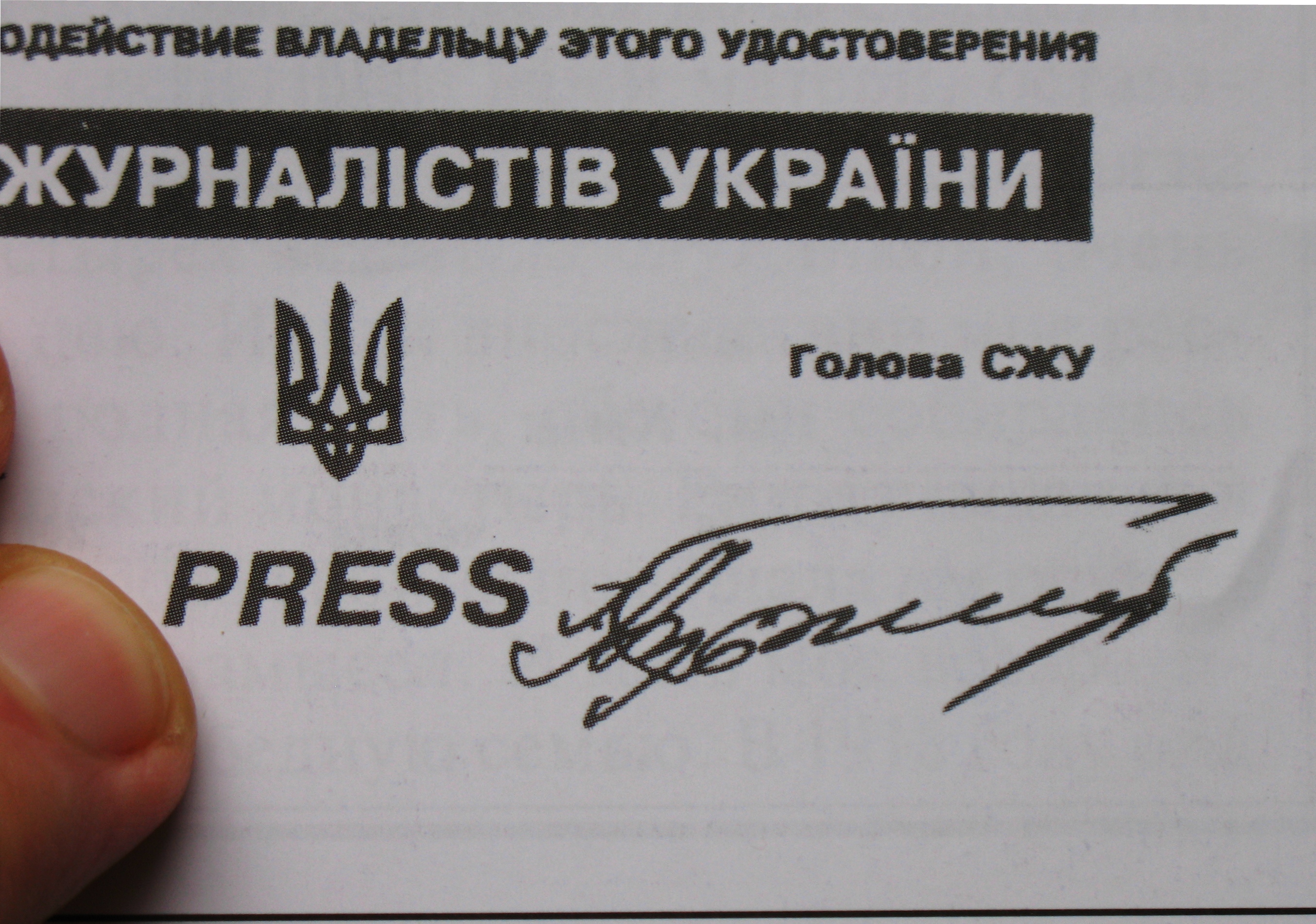
Карточка «PRESS» СЖУ (2001). Надпись о содействии сделана по-русски

В свою очередь, в XVIII—XX веках гораздо интенсивнее проявляли себя процессы заимствования лексики из русского языка в украинский. Начало такой асимметрии было положено реформами Петра I, с которых начался процесс вытеснения украинского языка из официально-деловой сферы и литературы. Современные стандарты украинского языка, например, отличаются от языка до Октябрьской революции, в котором заметно установление приближения (похожести) к российской речи. Русизмы намеренно употреблялись некоторыми писателями (в частности, Григорием Сковородой и писателем русского происхождения Николаем Хвылевым), употребляются в украиноязычных СМИ, а в современной повседневной речи украиноязычного населения употребление русизмов носит всеобщий характер и распространено во всех регионах. В речи этнических украинцев также встречаются русские вкрапления: цитаты из кинофильмов, разговорные клише, слова и фразы-паразиты.
Интерференция русского и украинского языков оказала то или иное влияние на формирование украинских говоров современных южных и восточных регионов (так называемые слобожанские и степные говоры). Это проявляется в лексических заимствованиях, в отсутствии перехода о в і, переходе ударного є в 'о, спорадическом аканье, выравнивании типа на рукі вместо на руці, употреблении множественного числа по типу два года вместо два роки.

## Русские писатели, родившиеся на территории современной Украины

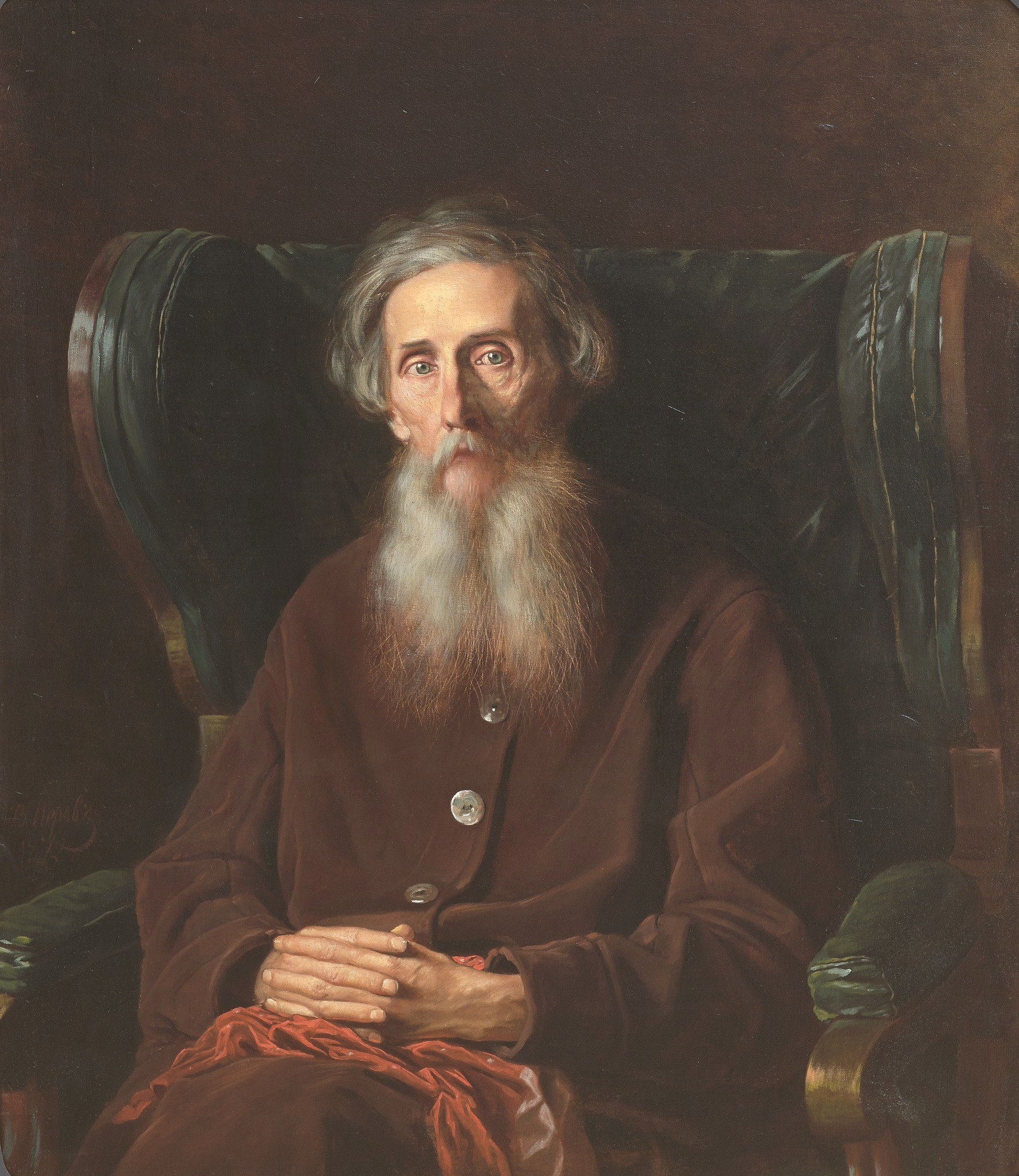
Владимир Даль, составитель «Толкового словаря живого великорусского языка», уроженец Луганска
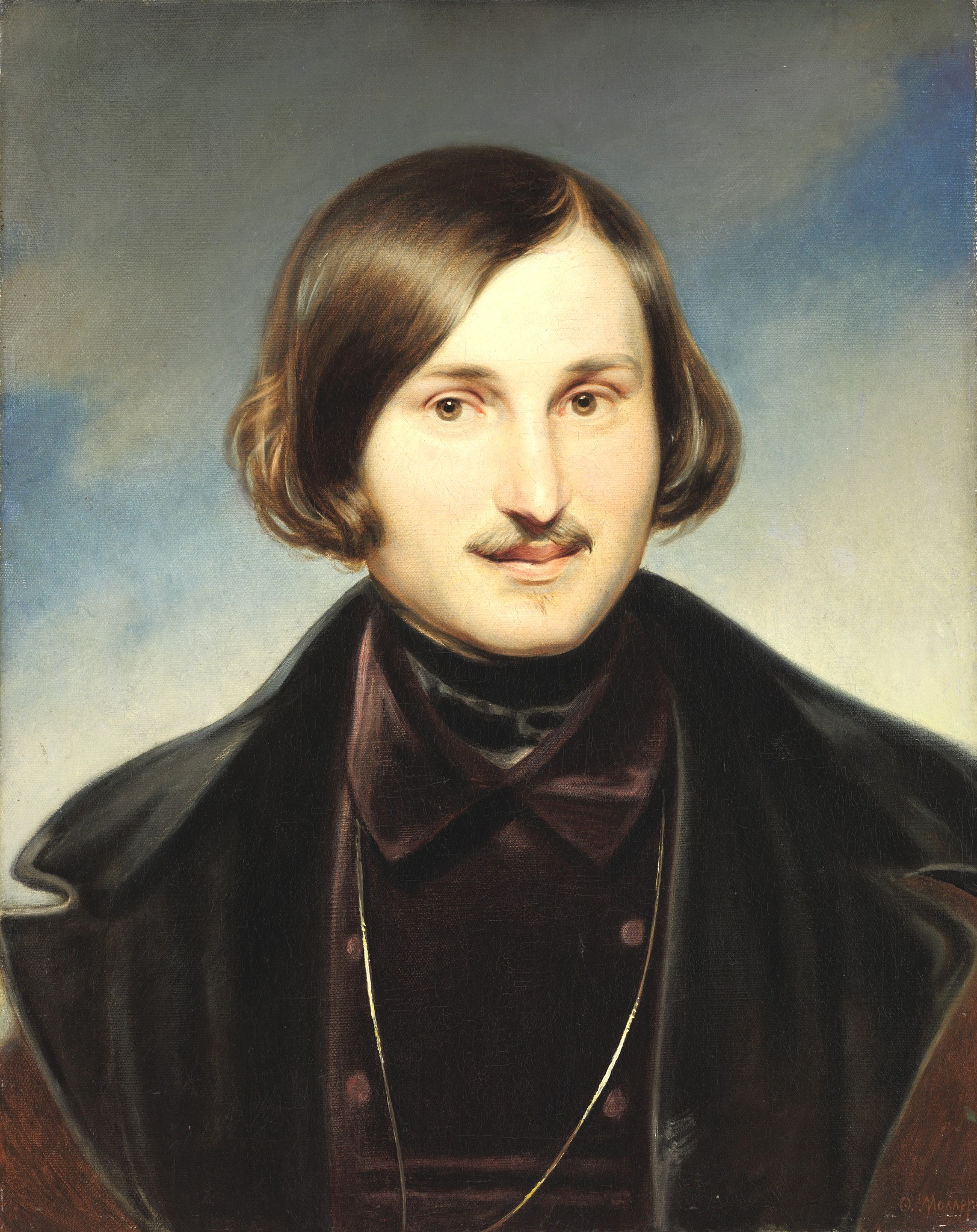
Николай Гоголь, русский и украинский[214][215] писатель-классик, уроженец Полтавской области
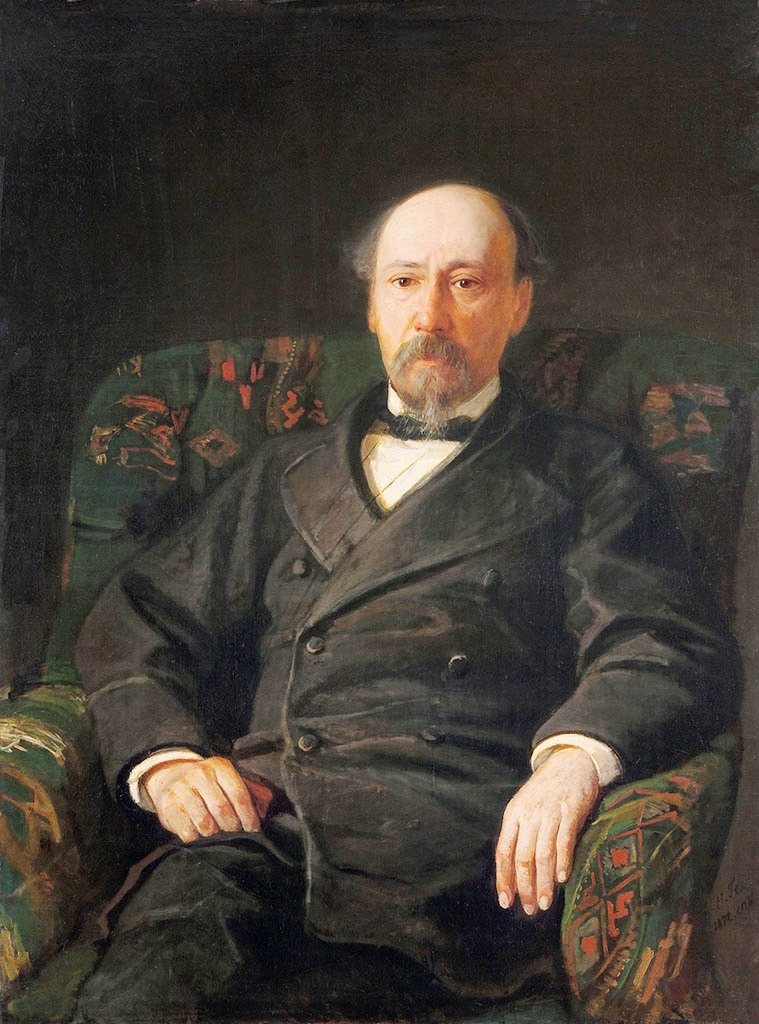
Николай Некрасов, русский поэт, классик русской литературы, уроженец г.Немиров (Винницкая область).
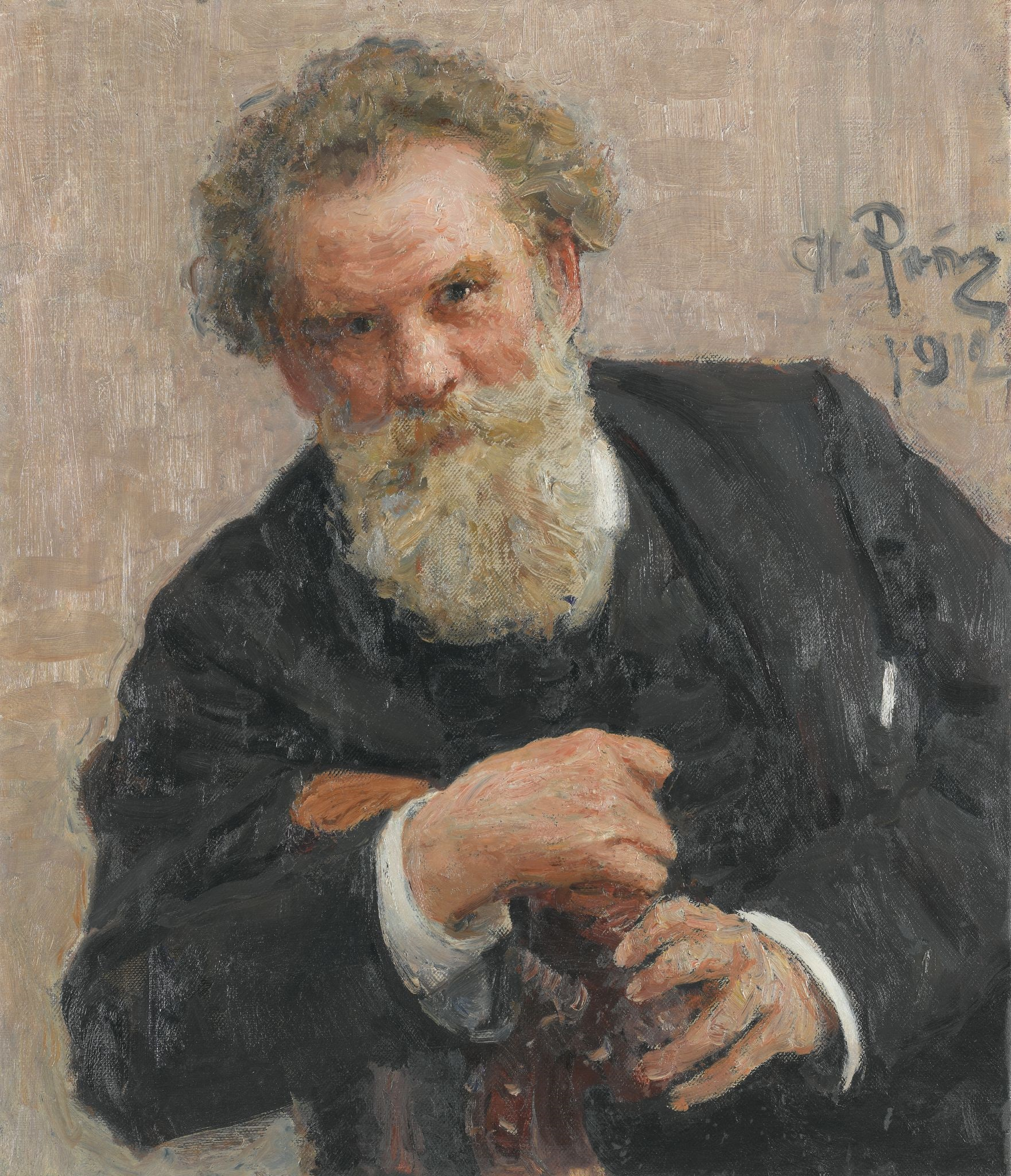
Владимир Короленко, русский писатель, родился в Житомире
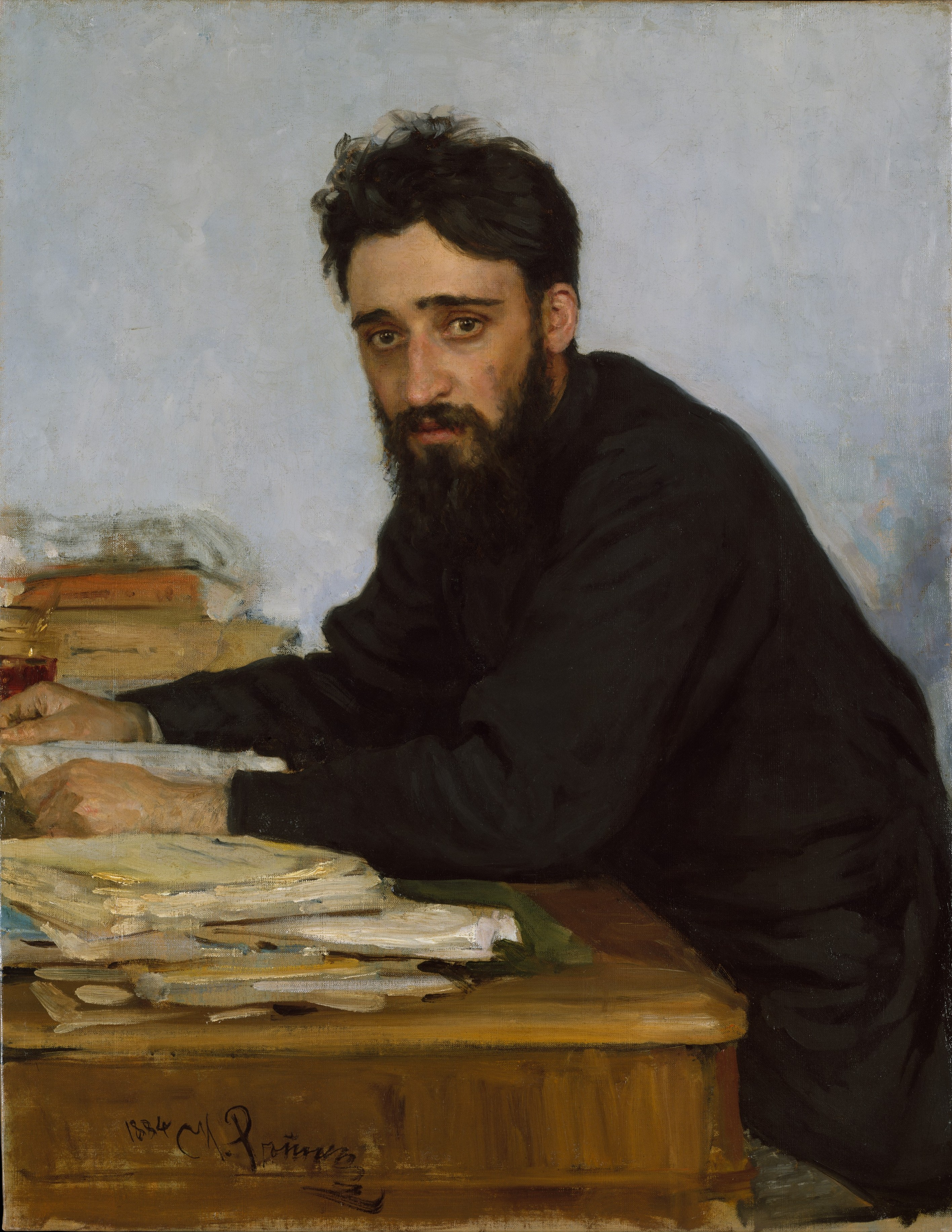
Всеволод Гаршин, русский писатель, уроженец Донецкой области
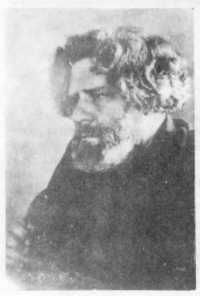
Максимилиан Волошин, русский поэт, родился в Киеве.
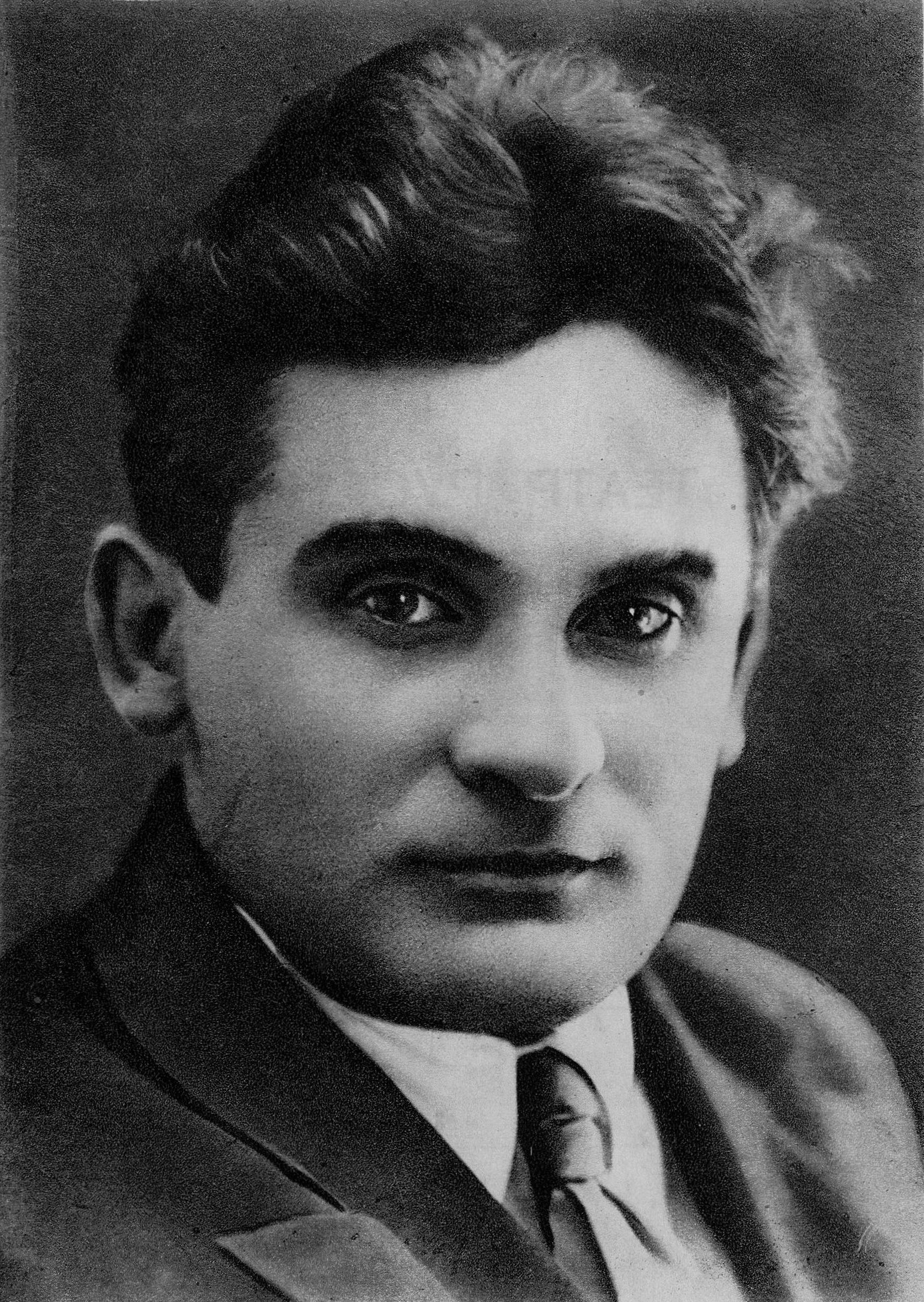
Юрий Олеша, русский писатель, родился в Кропивницком.
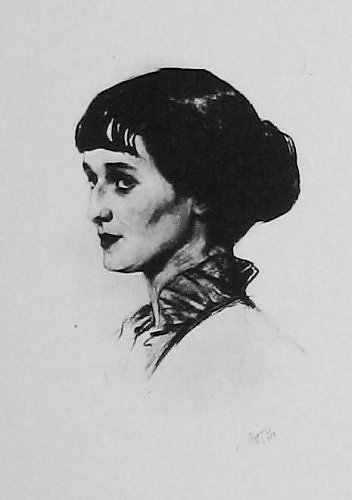
Анна Ахматова, русская поэтесса, родилась в Одессе
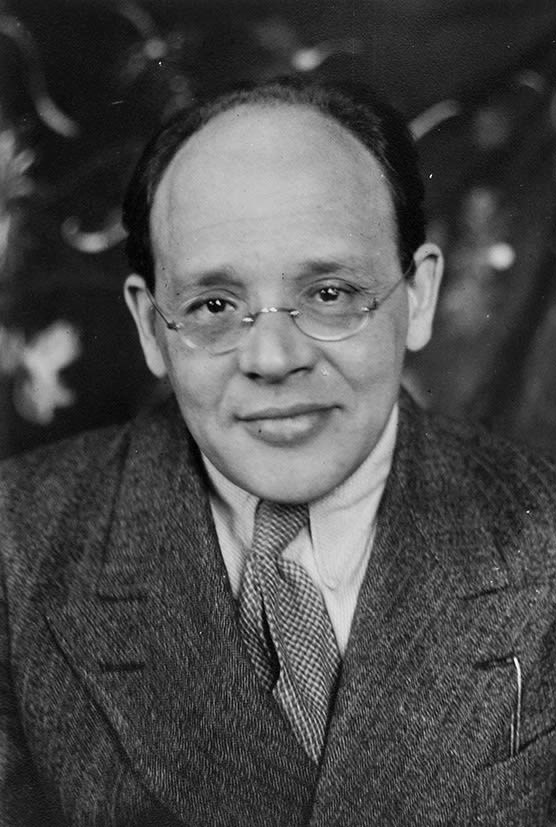
Исаак Бабель, русский писатель, драматург, родился в Одессе.
Илья Эренбург, русский писатель, поэт, публицист, журналист, переводчик, общественный деятель, родился в Киеве.
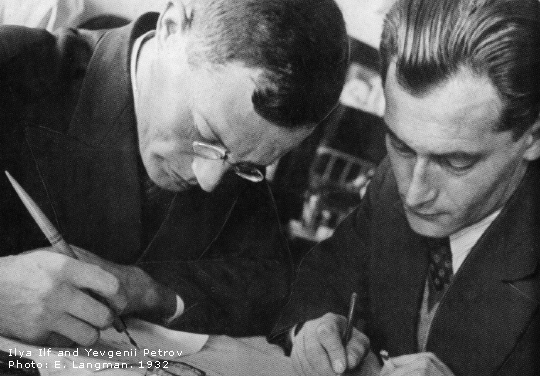
Ильф и Петров, русские писатели-соавторы, родились в Одессе.
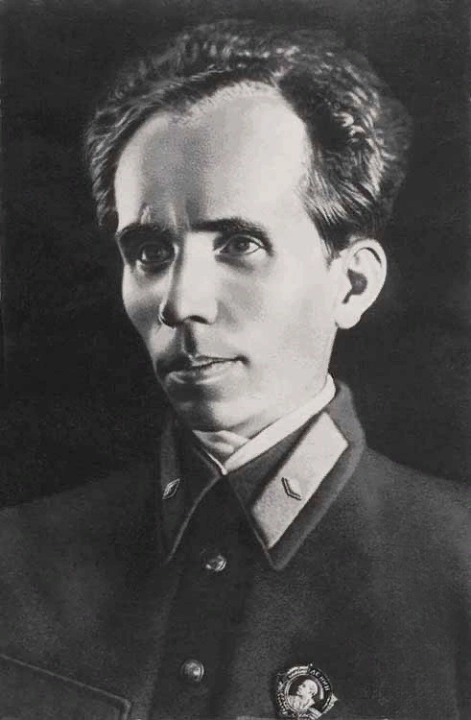
Николай Островский, советский писатель, уроженец Ровненской области.